# ウィリアム・ブレイク
ウィリアム・ブレイク（William Blake, 1757年11月28日 - 1827年8月12日）は、イギリスの詩人、画家、銅版画職人。預言書『ミルトン』の序詞「そして古代にあの足は (And did those feet in ancient time)」に1918年にヒューバート・パリーによって音楽が付けられたものが、聖歌『エルサレム』として、または事実上のイングランドの国歌として現在のイギリスではたいへんよく知られている。

## 生涯
1757年11月28日、ロンドン、ソーホー地区のゴールデン・スクエア、ブロード・ストリート（現ブロードウィック・ストリート）28番地に、靴下商人ジェイムス・ブレイク、キャサリン夫妻の間に第3子として生まれ、同年12月11日にピカデリー教区のセント・ジェームズ教会で洗礼を受ける。幼少期から絵の才能を示して絵画の学校に入り、1772年に彫刻家ジェイムス・バザイア（James Basire）に弟子入りした。長じてからは銅版画家、挿絵画家として生計を立てていた。
1787年頃、新しいレリーフ・エッチングの手法を発明。その手法を用いた彩飾印刷（Illuminated Printing）によって、言語テクストと視覚テクストを同列に表現することが可能となっただけでなく、出版者から独立し、自分の印刷機で自分の本を印刷することも可能となった。 ブレイクは1803年、イングランドの南岸の小さな町フェルファム（Felpham）に住んでいた時ジョン・スコフィールド（John Schofield ）という兵隊と口論になり、国家扇動行為（seditious statements）を行ったとして裁判にかけられる。勝訴するもそれが彼に大きく影響し、難解な表現をすることでシンプルな表現を隠すという特有の表現技法を取るようになったと思われる。なお、ブレイクの生涯で唯一ロンドンの外に住んだフェルファム在住は3年ほどで終わった。
ブレイクは「幻視者」（Visionary）の異名も持ち、唯理神ユリゼン（Urizen）やロス（Los）などの神話的登場人物（ゾアたち）が現れる中期から後期の「預言書」と呼ばれる『四人のゾアたち』『ミルトン』『エルサレム』などの作品群において独自の象徴的神話体系を構築する。初期においては、神秘思想家スヴェーデンボリ（Swedenborg）の影響も見られた。詩の中では詩集『無垢と経験の歌』（The Songs of Innocence and of Experience）が最もよく読まれており、「経験の歌」に収められた、「虎よ! 虎よ!」（Tyger Tyger）で始まる「虎」（The Tyger）が20世紀半ばに最もよく読まれ、指摘された詩であるが、その後は中期から後期預言書の研究も進んでいる。
晩年には聖書『ヨブ記への挿絵』などグラフィック作品を創作しつづけたが、ダンテにも傾倒、イタリア語も学び、病床で約100枚にのぼる『神曲』の挿画（未完成）を水彩で描いた。しかし彼は世にほとんど知られないまま極貧のうちに1827年8月12日に亡くなり、シティのバンヒル・フィールズ（Bunhill Fields）に葬られた。

## 日本における受容
日本では、1894年（明治27年）、大和田建樹により初めてブレイクの詩が日本語訳され、紹介された。大正期には、白樺派の柳宗悦による本格的ブレイク研究が手がけられ、以後、日本におけるブレイク受容と研究がきわめて盛んに行われるようになる。近現代の作家では、大江健三郎の一方ならぬ傾倒がつとに知られるところである。中でも『新しい人よ目覚めよ』にその影響が最も現れているといってよかろう。

## ウィリアム・ブレイクと現代

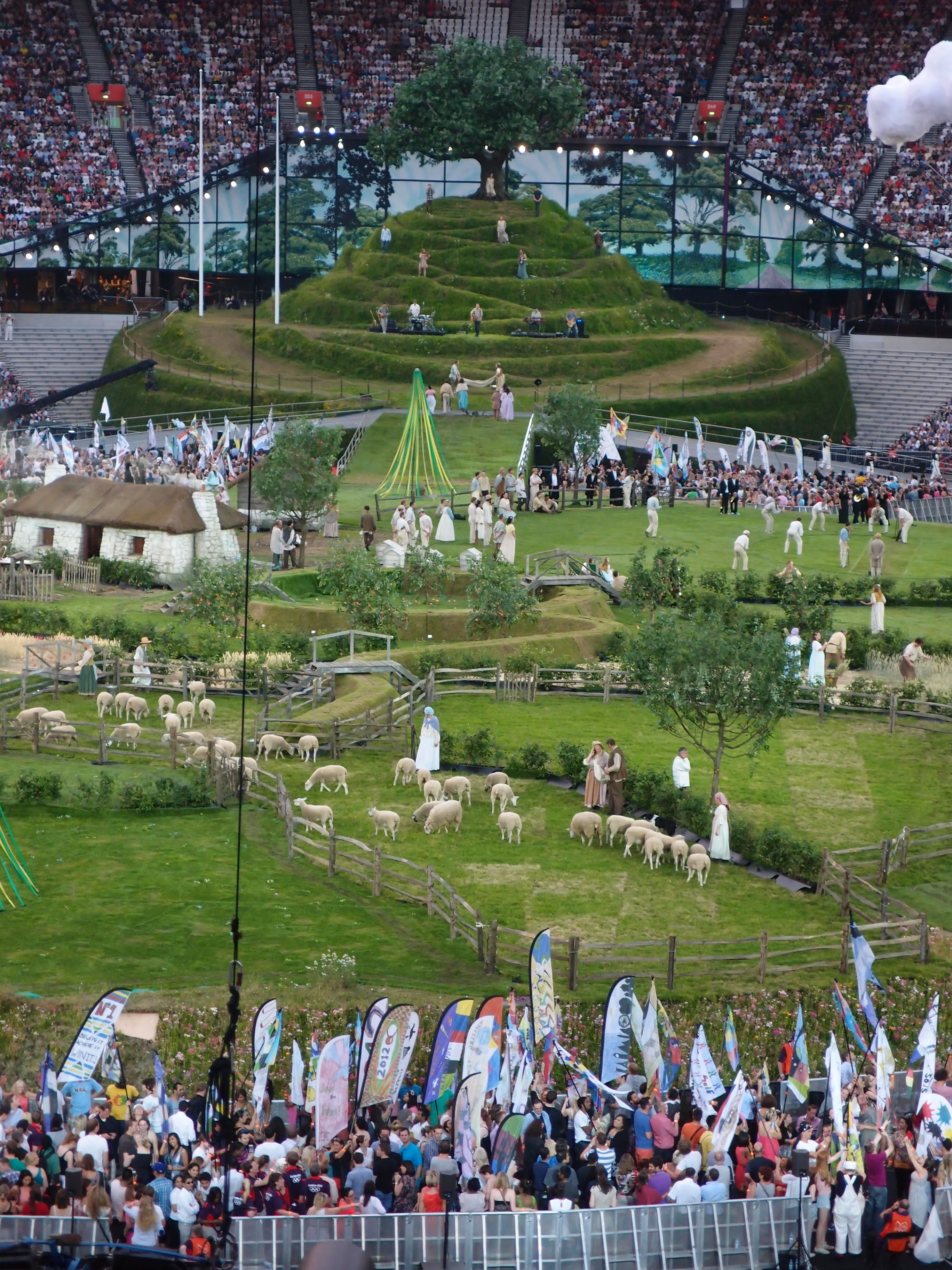
2012年ロンドンオリンピックの開会式の冒頭の英国の農村風景のアトラクション。少年による『エルサレム』の歌唱の中で演じられた。

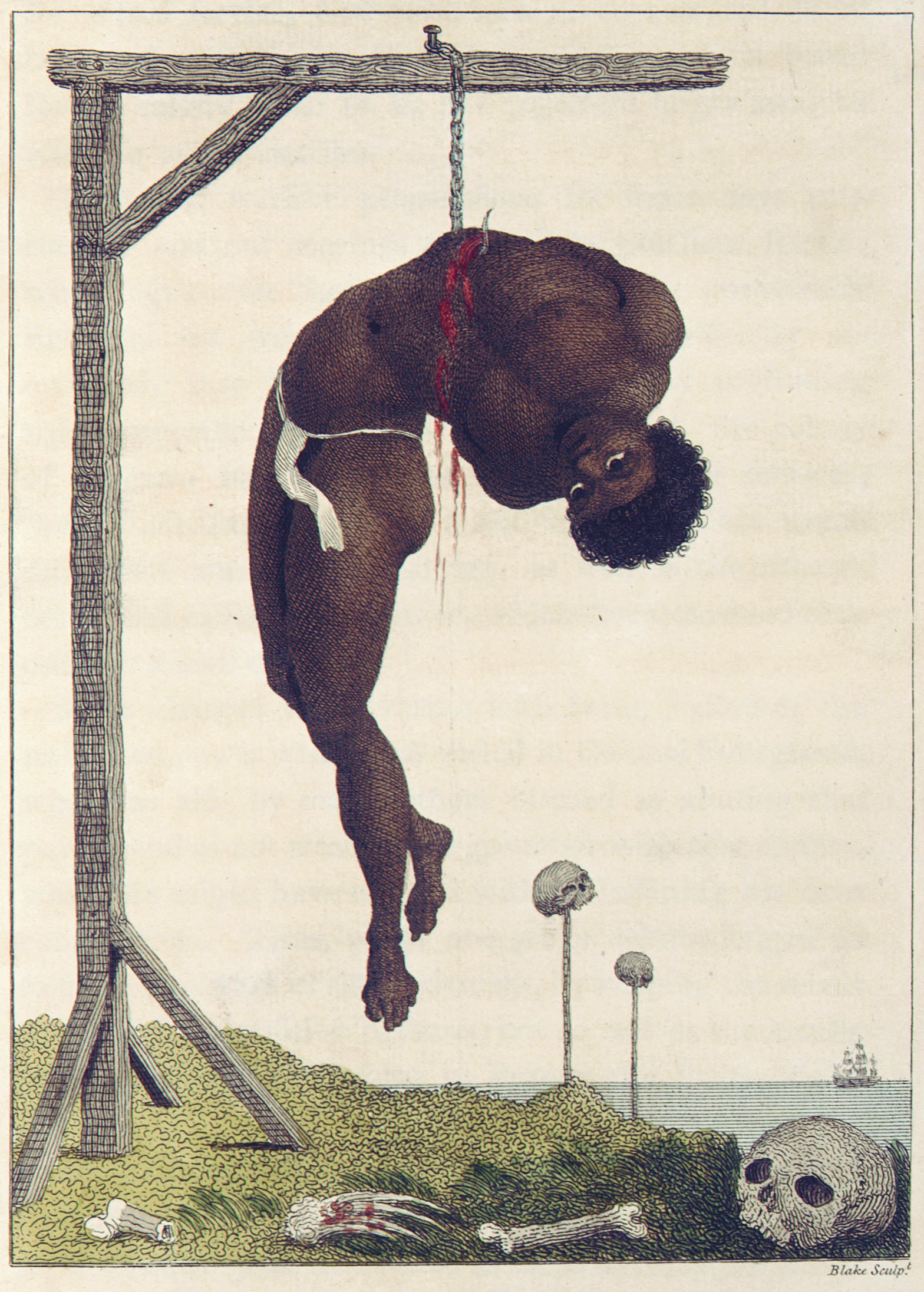
ステッドマン作『スリナムの黒人反乱に対する五年間にわたる遠征の物語』にブレイクがつけた版画の挿絵「絞首台に生きたまま肋骨でつるされる黒人」（1796年）

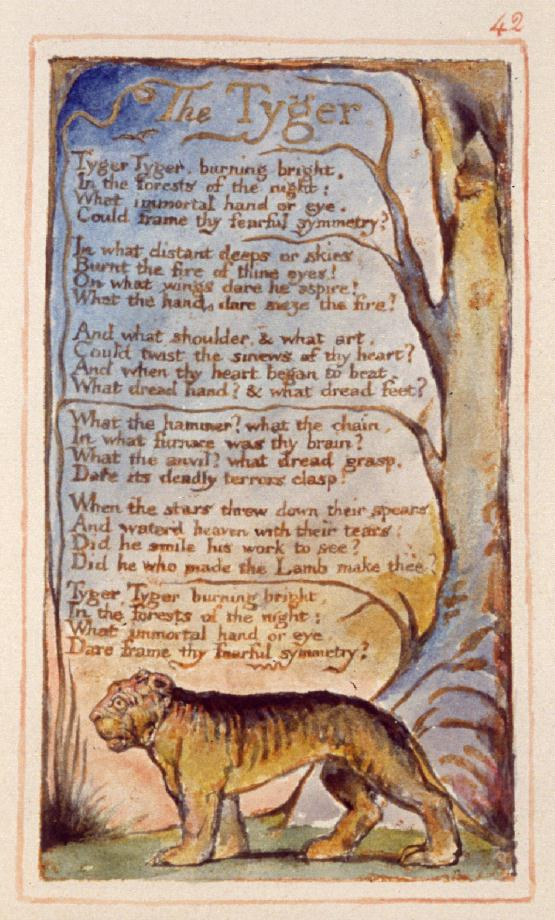
「虎」（The Tyger）。『無垢と経験の歌』のブレイク自身による彩飾本（1794年）

ブレイクは多くの思想家、アーティストたちにインスピレーションを与え続けている。
- オルダス・ハクスリーはエッセイ集『知覚の扉』（The Doors of Perception、1954年）の中で、たびたびブレイクに言及しながらドラッグによる幻視体験について語っている。この本はブレイクの『天国と地獄の結婚』から "If the doors of perception were cleansed every thing would appear to man as it is: infinite"（知覚の扉が清められたなら、物事はありのままに、無限に見える）という言葉をエピグラフとして引用している。
- ロック・グループ、ドアーズのバンド名もブレイクに由来する。これはハクスリーの本から影響を受けていたジム・モリソンの提案によるものである。
- ビートの詩人アレン・ギンズバーグが1948年自宅でブレイクの詩集『無垢と経験の歌』を読んでいるとき、「ひまわりよ」（Ah! Sun-flower）、「病める薔薇」（The Sick Rose）、「迷子になった女の子」（The Little Girl Lost）を朗読するブレイクの声が外側から聞こえてくる幻聴体験をしたと言われている。ギンズバーグが初めてブレイクを知ったのは、1943年にウィリアム・バロウズの家を初めて訪れその本棚を見た時であり、その際バロウズはブレイクのことを「完璧な詩人」（a perfect poet）と称したとの逸話が残されている。
- アルフレッド・ベスターによる長編SF作品『虎よ、虎よ!（Tiger! Tiger!、1956年）の題名はブレイクの詩『虎』（The Tyger）に由来し、エピグラフとして "Tyger, Tyger, burning bright" からはじまる一節が引用されている。
- イギリスのロックバンド、アトミック・ルースターの1970年のアルバム『デス・ウォークス・ビハインド・ユー』のジャケットで、ブレイクの色刷版画『ネブカドネザル』（Nebuchadnezzar）が使われている。
- レイ・ファラディ・ネルスン（Ray Faraday Nelson）は、SF作品『ブレイクの歴程』（Blake's Progress, 1975年）に、ブレイクとその妻キャサリンを、ユリゼンをはじめとするブレイクの神話体系の登場人物たちと同じように登場させ、異次元と異空間の探索に旅立たせている。この作品は1985年に『ブレイクの飛翔』（Time Quest）という題名で再出版されている。
- ブレイクの後期預言書のひとつ『ミルトン』の序詩に、サー・チャールズ・ヒューバート・パリーが、1916年に曲をつけ "And did those feet in ancient time"（「そして古代にあの足は[3]」）という聖歌を作った。この聖歌は一般に『エルサレム』という曲名で知られており、労働党が保守党に圧勝した1945年以来、労働党の党歌として歌われている。また、BBCが主催する音楽祭プロムスでは、この曲が最後の楽曲の一つとして歌われる。
- 経済学者カール・ポランニーは著書『大転換』（1944年）で、産業革命以降の市場経済化のたとえとして、ブレイクの『ミルトン』序詩の第2節にある「悪魔のひき臼（dark Satanic Mills）」を引いている。
- ヒュー・ハドソン監督の映画『炎のランナー』（1981年）でもこの聖歌が歌われる。"Chariots of Fire" という映画の原題も、この聖歌の "Bring me my chariot of fire"（ぼくに炎の戦車を）という一節に呼応している。
- イギリスのプログレッシブ・ロック・グループ、エマーソン・レイク・アンド・パーマーのアルバム『恐怖の頭脳改革』（Brain Salad Surgery、1973年）に収録されている「聖地エルサレム」（Jerusalem）はこの聖歌をアレンジした曲である。
- イギリスのミュージシャン、ビリー・ブラッグも、この聖歌を「ブレイクのエルサレム」（Blake's Jerusalem）というタイトルで、左翼のプロテスト・ソングの焼き直しやカバー曲を集めたアルバム『インターナショナル』（1990年）に収録、自らのアレンジによるその曲を「ブレイクが目にしていた資本家どもの新バージョンへの攻撃」と称している。
- カール・セーガン原作の小説『コンタクト』（1985年）はブレイクの「蠅」("The Fly"）をエピグラフに用いている。
- アイアン・メイデンのボーカリスト、ブルース・ディッキンソンのソロ・アルバム『ケミカル・ウェディング』（1998年）には、『ミルトン』の序詩にディッキンソン等が独自に曲をつけた「エルサレム」（Jerusalem）というタイトルのオリジナル曲が収録されている。このアルバムでディッキンソンは、ブレイクのテンペラ画『蚤のゴースト』（The Ghost of A Flea）をジャケットに用い、ブレイク神話の登場人物セルやユリゼンについての曲「セルの書」（Book of Thel）や「ユリゼンの門」（Gates of Urizen）を歌う。またこのアルバムでは『ユリゼンの書』（The Book of Urizen）および『ミルトン』の一節が朗読され、次の楽曲への導入的効果を果たしながら楽曲同士を繋げている。
- 映画『炎のランナー』は『ミルトン』の序詞にある「炎の戦車」が題名の由来であり、オリンピックを目指す青年群像という内容もこの詞を意識したものである。
- トマス・ハリスの小説『レッド・ドラゴン』（1981年）の中で、ブレイクの水彩画『巨大な赤い龍と太陽の衣をまとった女』（The Great Red Dragon and the Woman Clothed in the Sun）が重要な役割を与えられている。
- ロック・グループ、タンジェリン・ドリームのアルバム『タイガー』（1988年）は、ブレイクの詩と思想に対するオマージュとなっている。彼らは斬新な曲作りをすることで、「虎」（The Tyger）や「ロンドン」（London）をはじめとするいくつものブレイクの詩に新たな息吹を吹き込んでいる。
- 大江健三郎の短編連作集『新しい人よ眼ざめよ』（1983年）において、語り手の「僕」は、一流のブレイク研究者と言っていいほどの読解力で、難解なブレイクのテキストを丹念に読み続け、ブレイクの言葉を自分の人生に重ね合わながら、人間存在や人類の運命についてのヴィジョンを展開していく。この作品のタイトル『新しい人よ眼ざめよ』は、『ミルトン』の序の一節からインスピレーションを得たものであり、さらに収録された短編のタイトルもすべてブレイクの作品に由来している。
- リドリー・スコット監督による映画『ブレードランナー』（1982年）で、チュウのラボに現れたロイの台詞「Fiery the angels fell. Deep thunder rode around their shores, burning with the fires of Orc.」は、ブレイクの『アメリカ ひとつの預言』の「Fiery the Angels rose, & as they rose deep thunder roll'd / Around their shores: indignant burning with the fires of Orc」に由来すると思われる。Orc (オーク）はブレイク独自の象徴体系に基づく神話の登場人物の名前である。
- マイク・ニューウェル監督の映画『フォー・ウェディング』（1994年）の後半の教会の結婚式で「エルサレム」が披露される。
- ジム・ジャームッシュ監督による映画『デッドマン』（1995年）も、ブレイクの詩と思想に対するオマージュ作品であり、登場人物たちの名前や多くの台詞がブレイクの作品に由来している。
- ロック・ミュージシャンのパティ・スミスは、2001年にパリで行われたライブで、『オオカミが来たと叫ぶ少年』（Boy Cried Wolf）の演奏の前に「子羊」（The Lamb、『無垢の歌』の中の短詩）を朗読している。この朗読は、アルバム『ランド』（LAND、2002年）のディスク2に収められている。
- 映画版『Vフォー・ヴェンデッタ』（2005年）で、V の部屋の壁にブレイクの色刷版画『アダムを造るエロヒム』が飾ってある。
- ケン・ローチ監督の映画『麦の穂をゆらす風』（The Wind That Shakes The Barley、2006年）の中で、主人公が入れられた牢獄の壁に「愛の園」（『無垢と経験の歌』の「経験の歌」のなかの短詩）の一節が刻まれている。
- 2012年ロンドンオリンピックの開会式のアトラクションは「エルサレム」で知られる『ミルトン』の序詞をコンセプトにしており、作中の「緑なす豊潤なイングランドの大地」「暗い悪魔の工場」「炎の戦車」という言葉をキーワードにアトラクションが演ぜられた。
- 小泉堯史監督・脚本による映画『博士の愛した数式』（2006年）でクレジットタイトルが流れる直前に、「無心のまえぶれ」（Auguries of Innocence、ピカリング原稿に収められた詩）の冒頭の一節が朗読される。
- アメリカのTVドラマ『メンタリスト』では主人公パトリック・ジェーンが宿敵である連続殺人鬼レッド・ジョンを追う中でブレイクの詩の中から「虎よ、虎よ」のフレーズが手掛かりとしてそこかしこに頻出する。またレッド・ジョンの率いる悪徳警官の組織も「ブレイク結社」と名付けられている。

その他、ブレイクの言葉は聖書やシェイクスピアに次いで日常的に報道やジャーナリズムでも引用されることが多い。

## 作品一覧

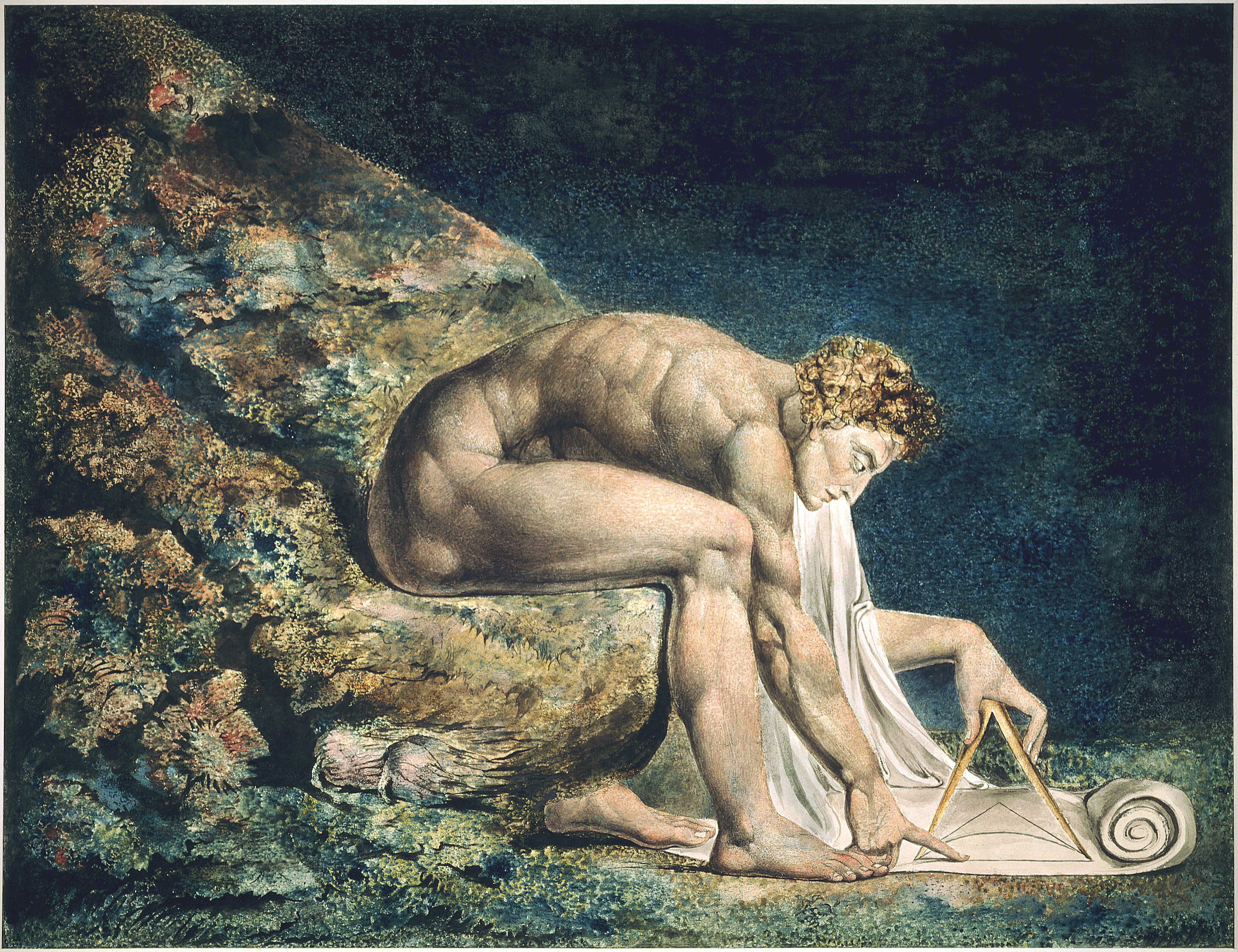
『ニュートン』（1795年）。薄暗い海底で、ニュートンがコンパスを用いて物質世界の解明を試みており、その体は岩と同化しつつある。科学万能主義への痛烈な批判である。

### 彩飾印刷された作品

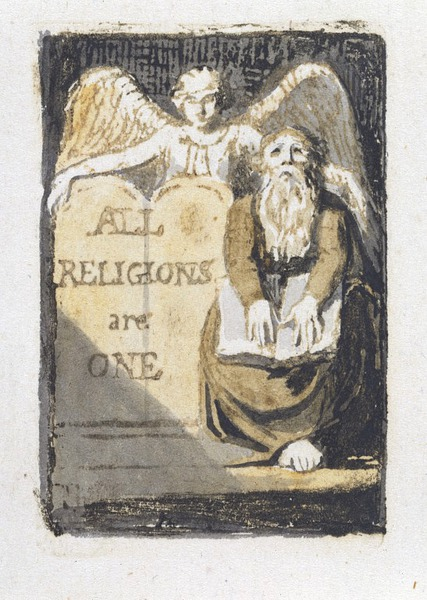
『すべての宗教はひとつである』（All Religions are One、1788年頃）
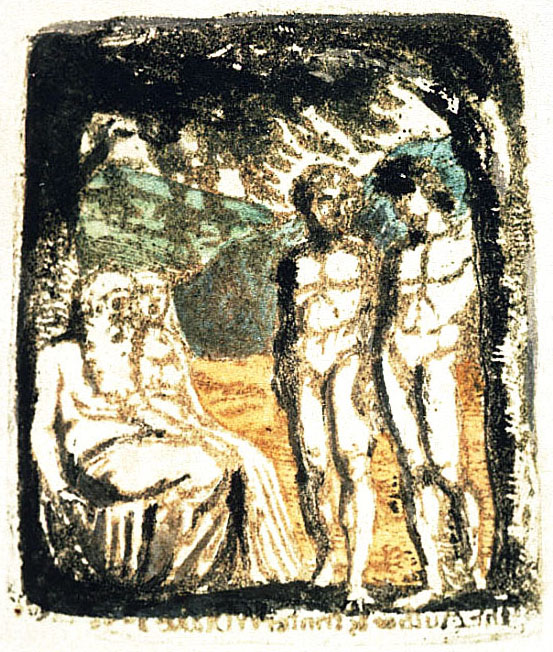
『自然宗教は存在しない』（There is No Natural Religion、1788年頃）
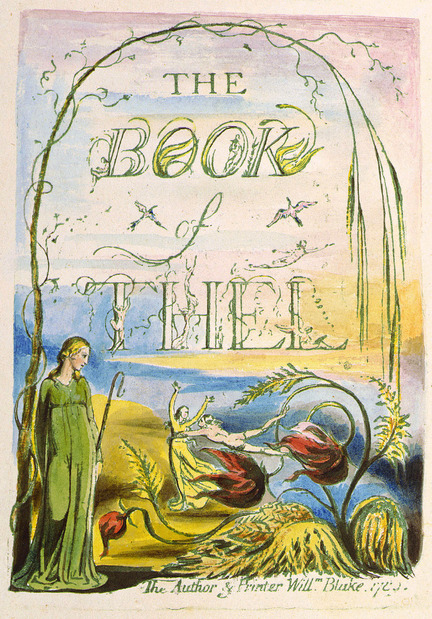
『セルの書』（The Book of Thel、1789年）
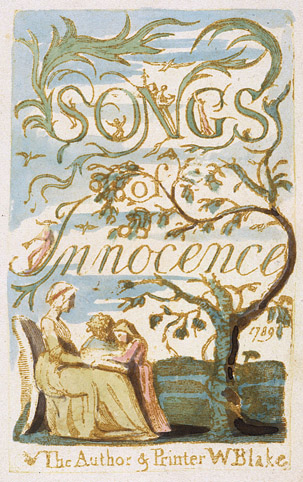
『無垢の歌』（Songs of Innocence、1789年）
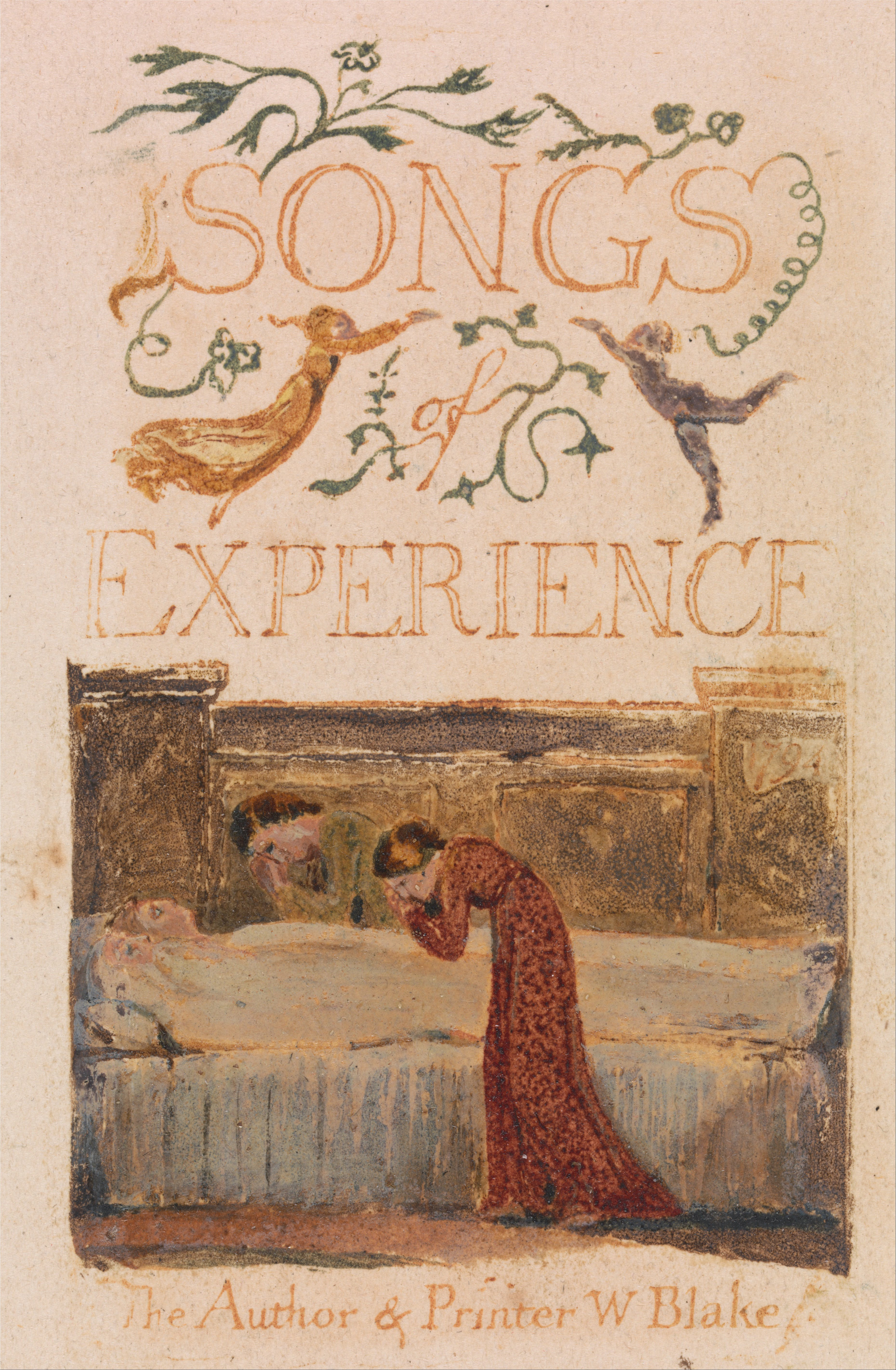
『無垢と経験の歌』（Songs of Innocence and of Experience、1794年）
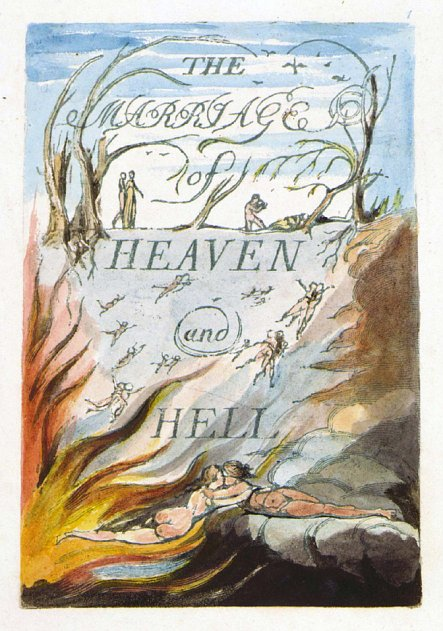
『天国と地獄の結婚』（The Marriage of Heaven and Hell、1790年から1793年頃）
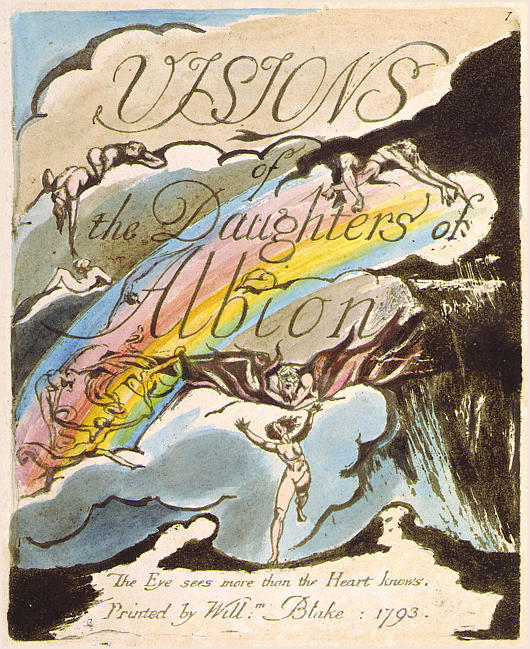
『アルビオンの娘たちの幻想』（Visions of the Daughters of Albion、1793年）
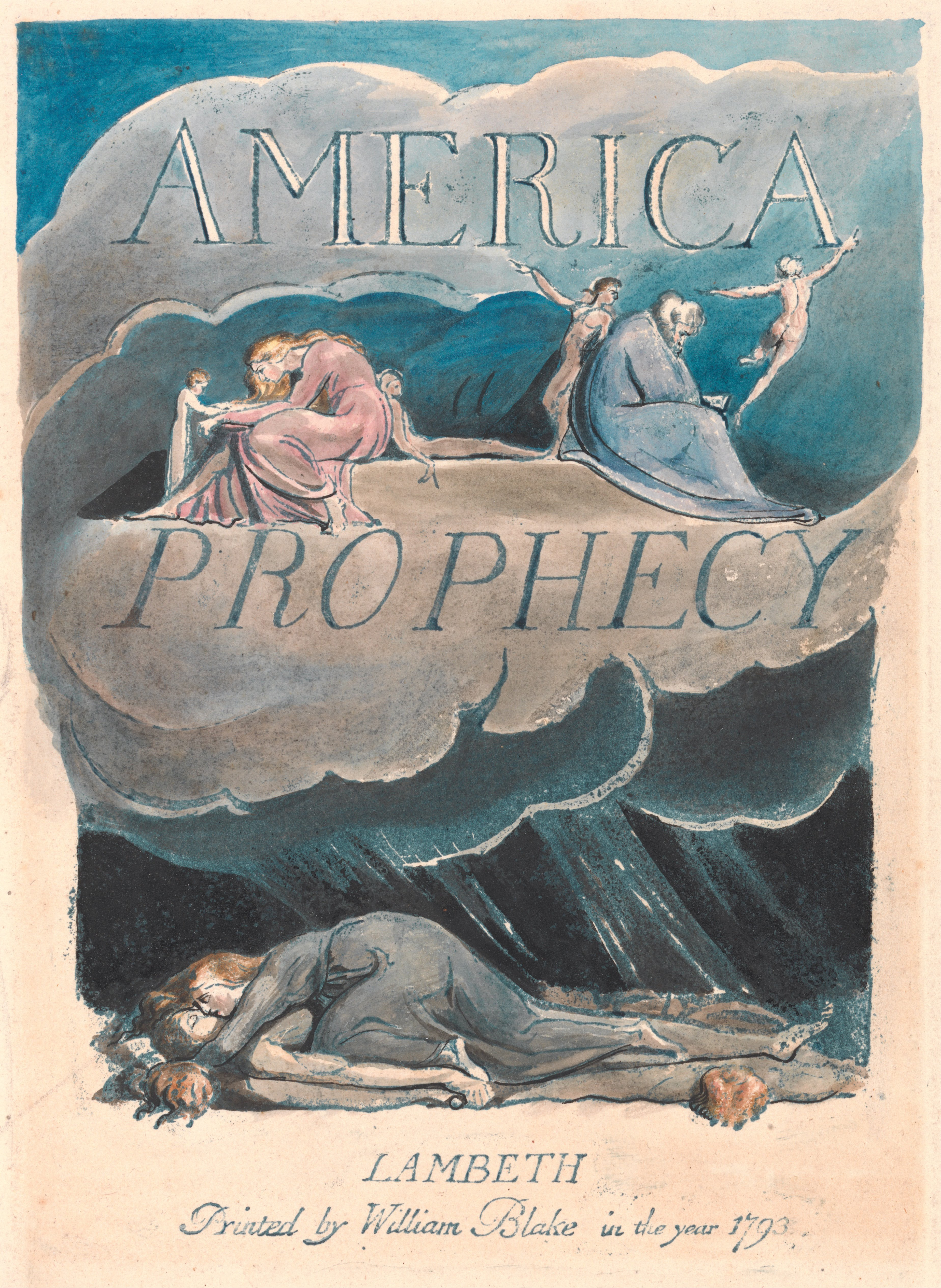
『アメリカ ひとつの預言』（America a Prophecy、1793年）
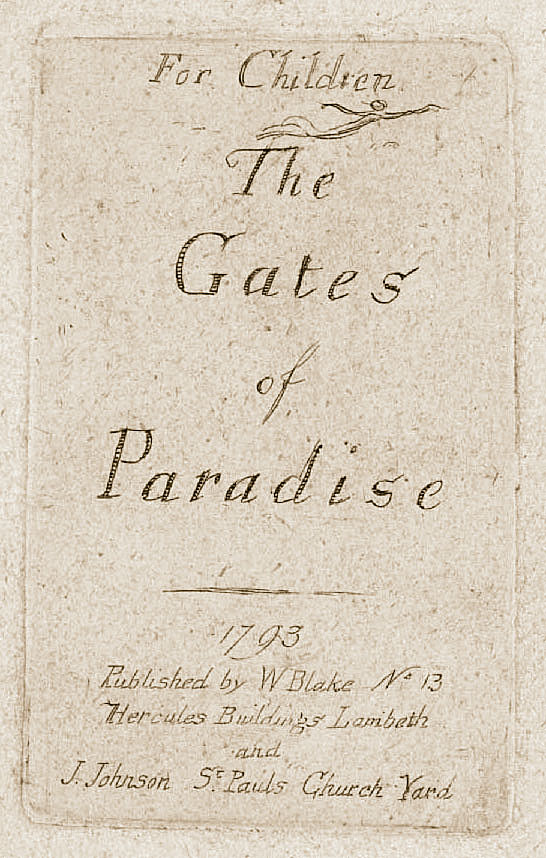
『子供たちのために 楽園の門』（For Children: The Gates of Paradise、1793年）
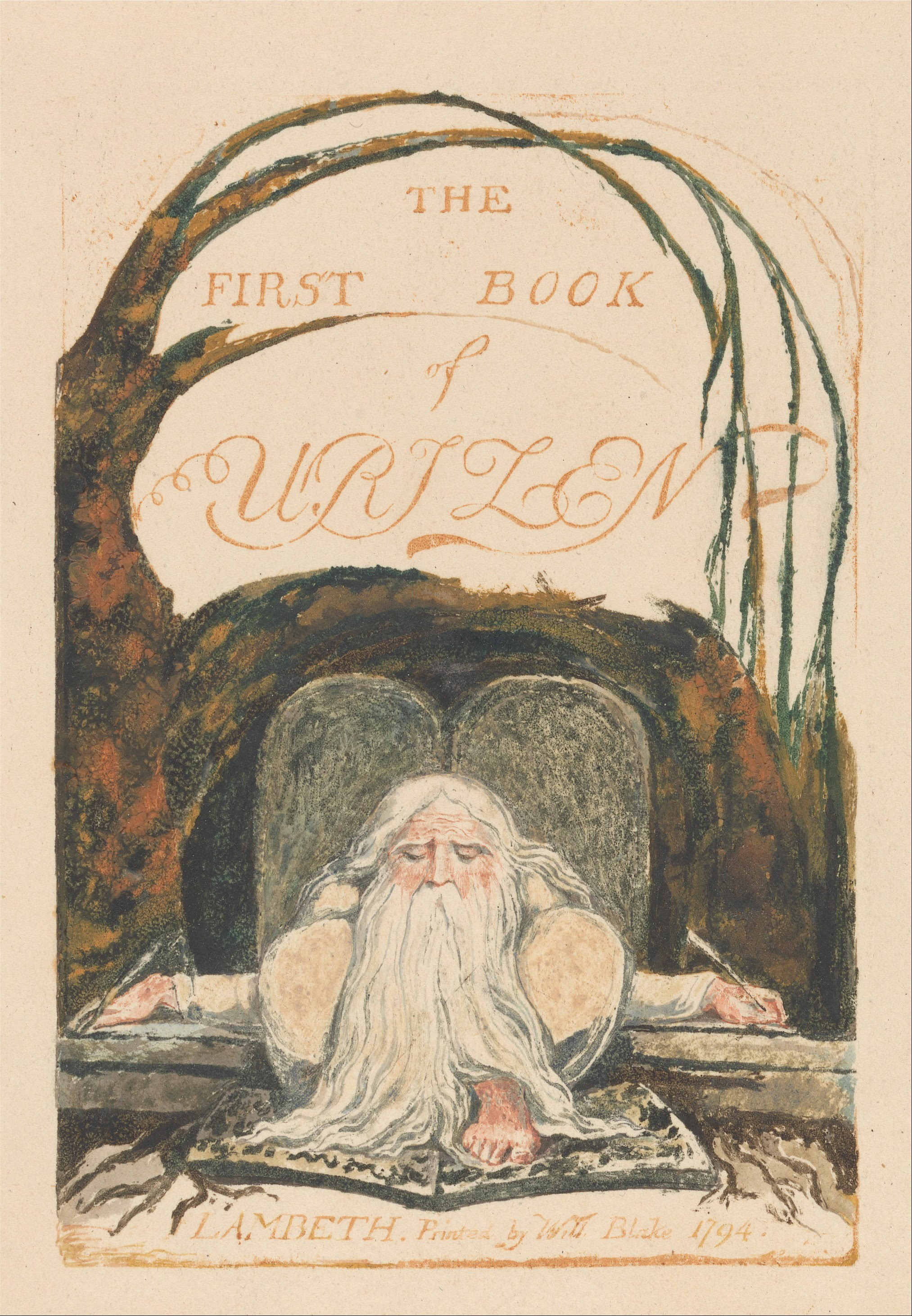
『ユリゼンの［第一の］書』（The [First] Book of Urizen、1794年）
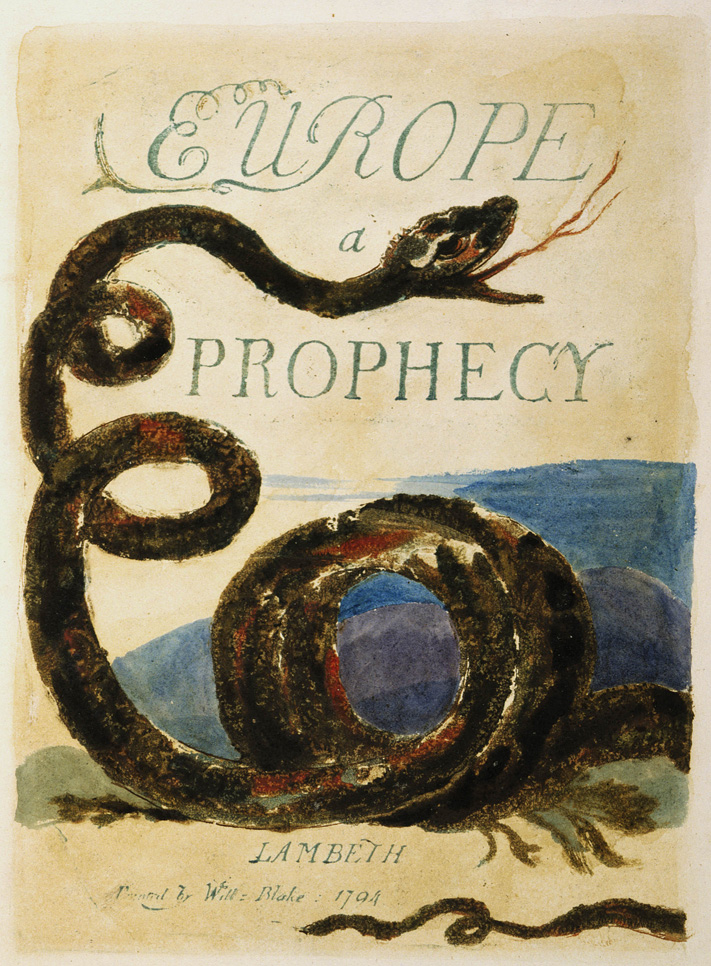
『ヨーロッパ ひとつの預言』（Europe a Prophecy、1794年）
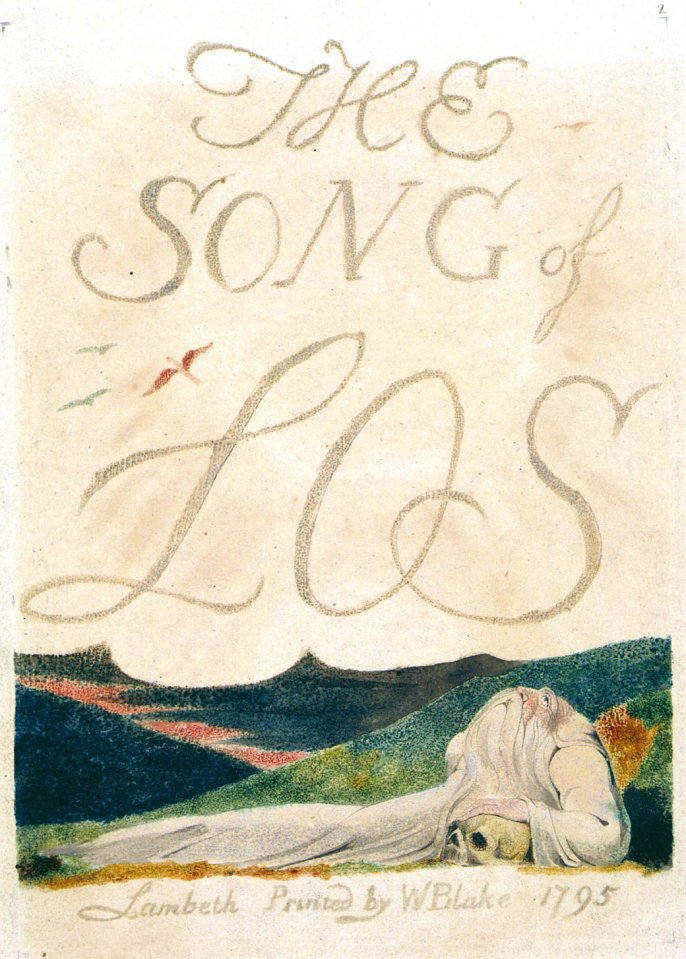
『ロスの歌』（The Song of Los、1795年）
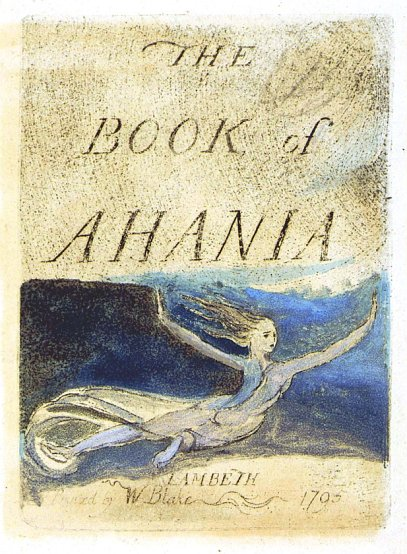
『アヘイニアの書』（The Book of Ahania、1795年）
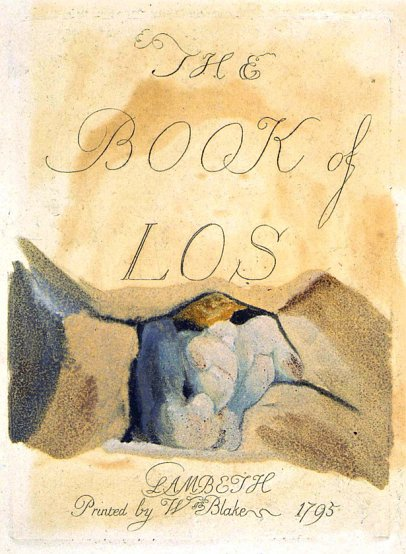
『ロスの書』（The Book of Los、1795年）
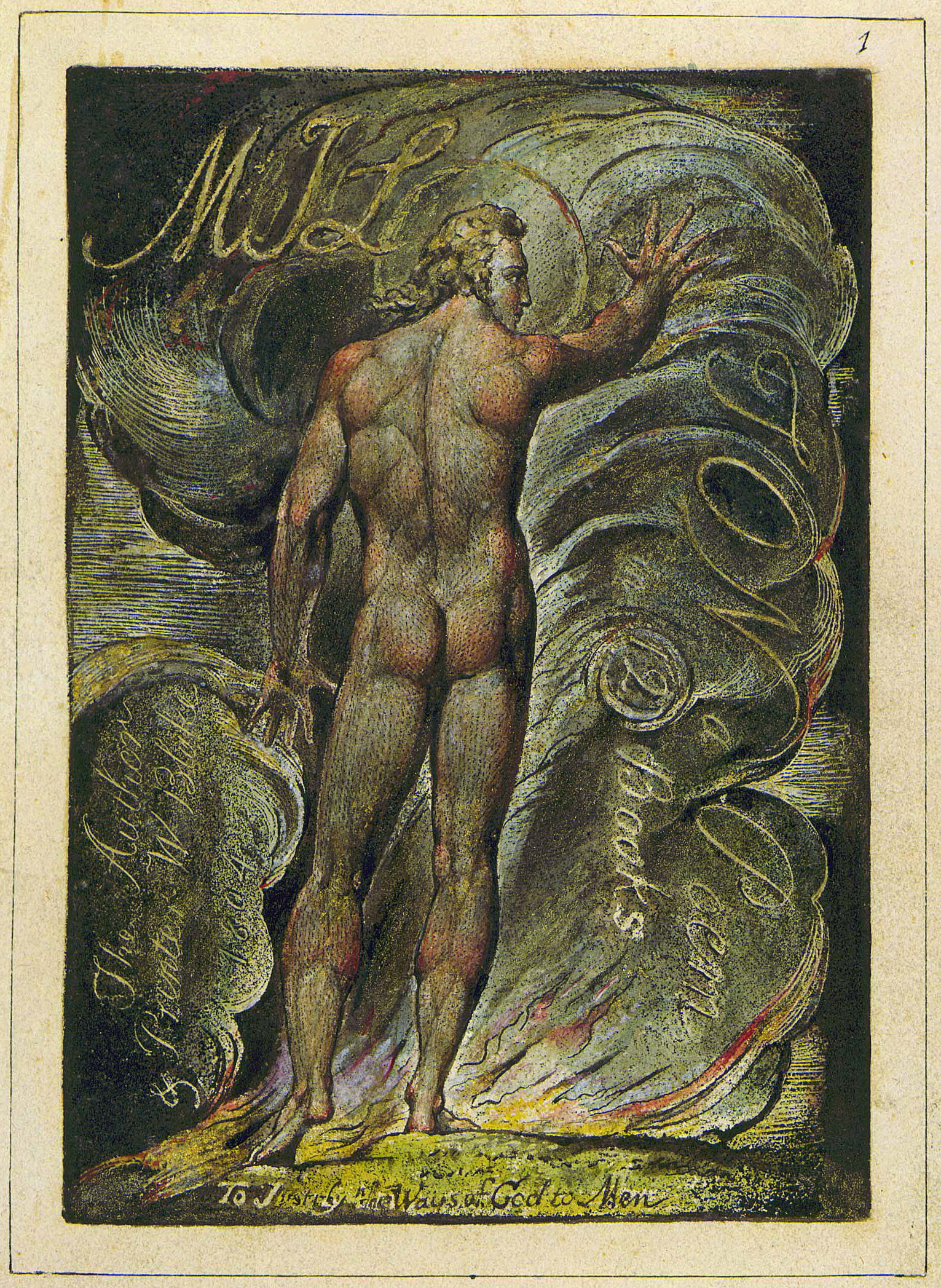
『ミルトン』（Milton、1804年）
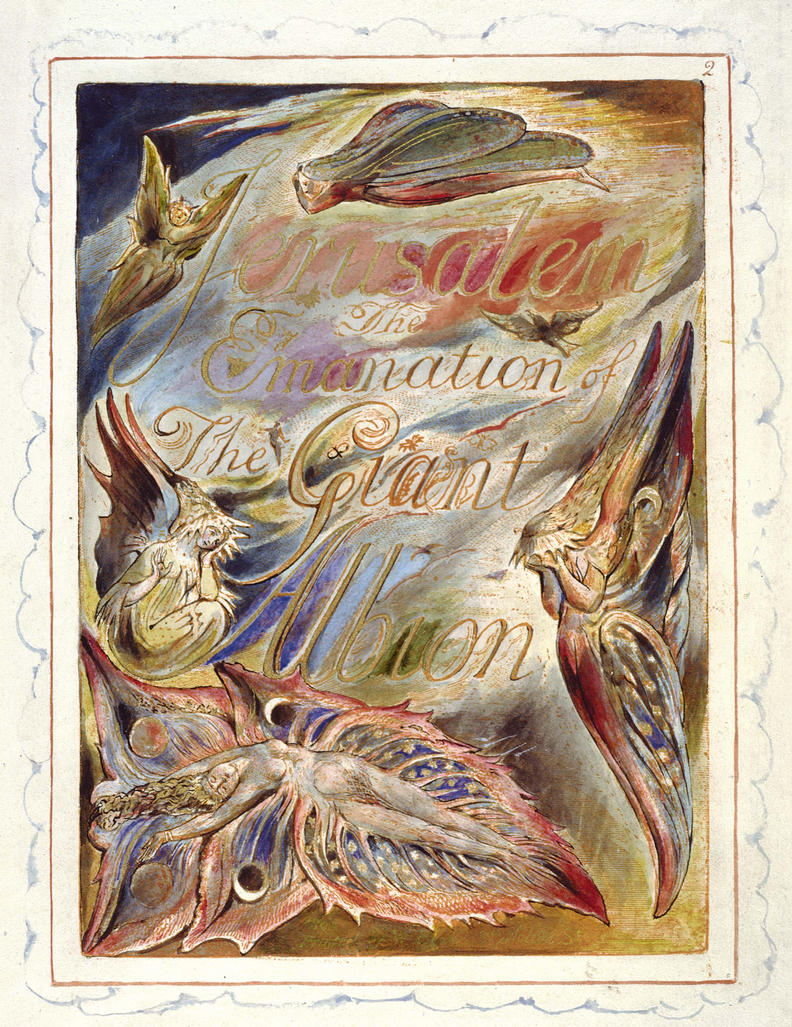
『エルサレム』（Jerusalem、1804年）
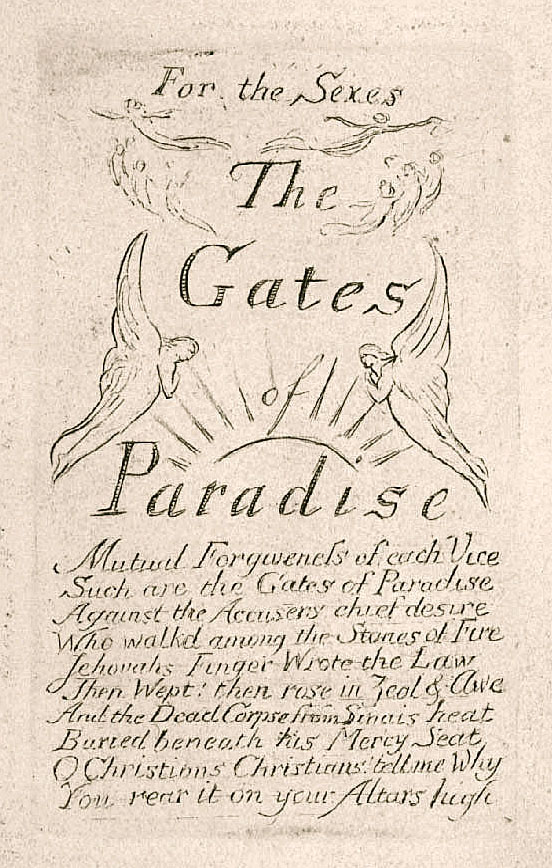
『両性のために 楽園の門』（For the Sexes: The Gates of Paradise、1818年頃）

### その他の詩・散文作品

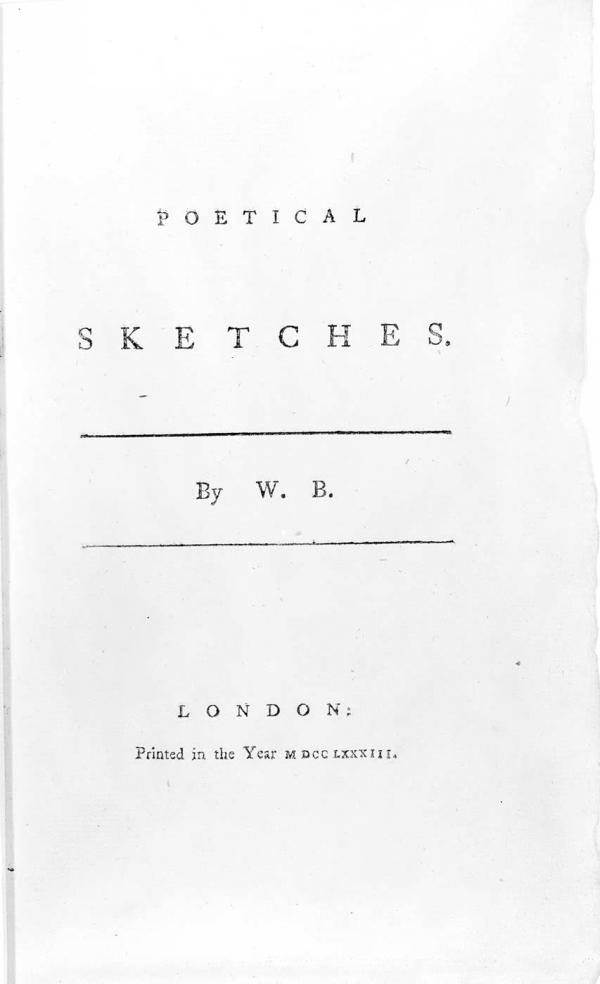
『詩的素描』（Poetical Sketches、1783年）
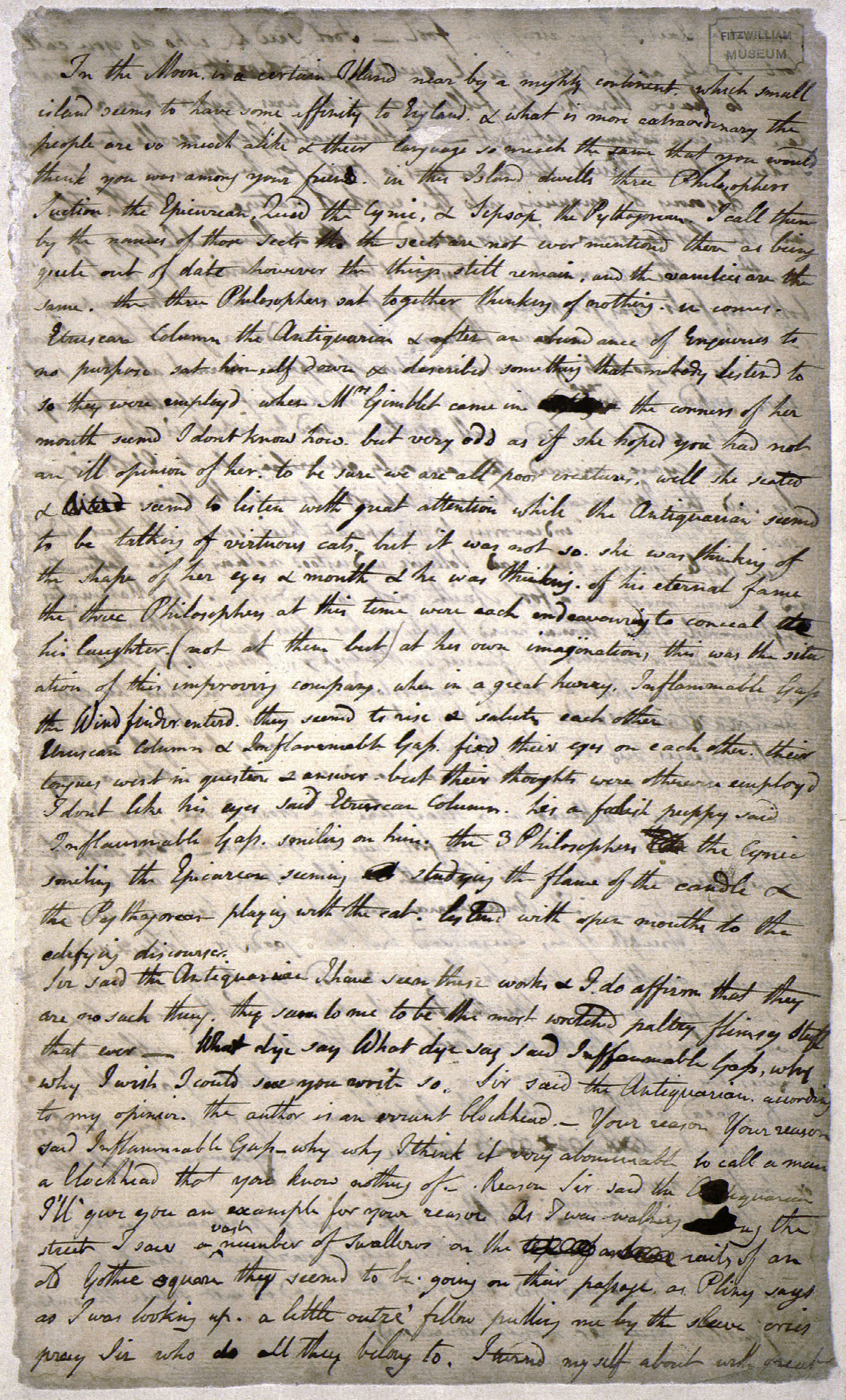
『月の中の島』（An Island  in the Moon、1784年頃）
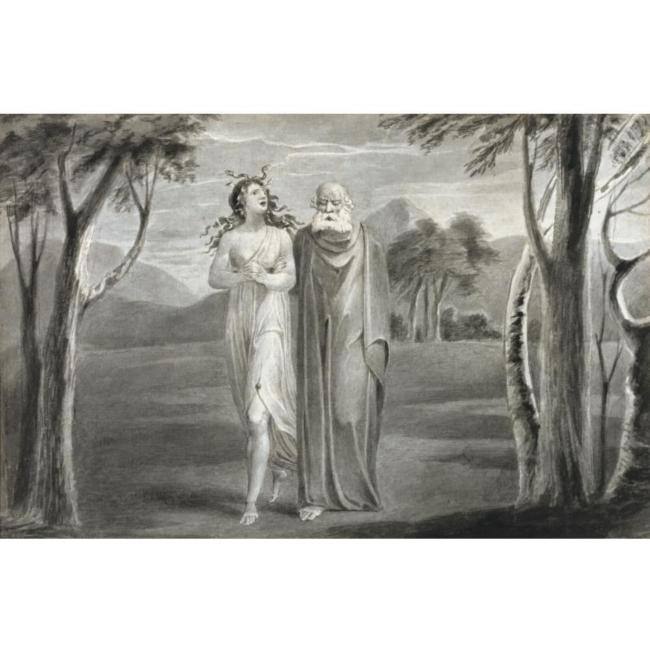
『ティリエル』（Tiriel、1789年頃）
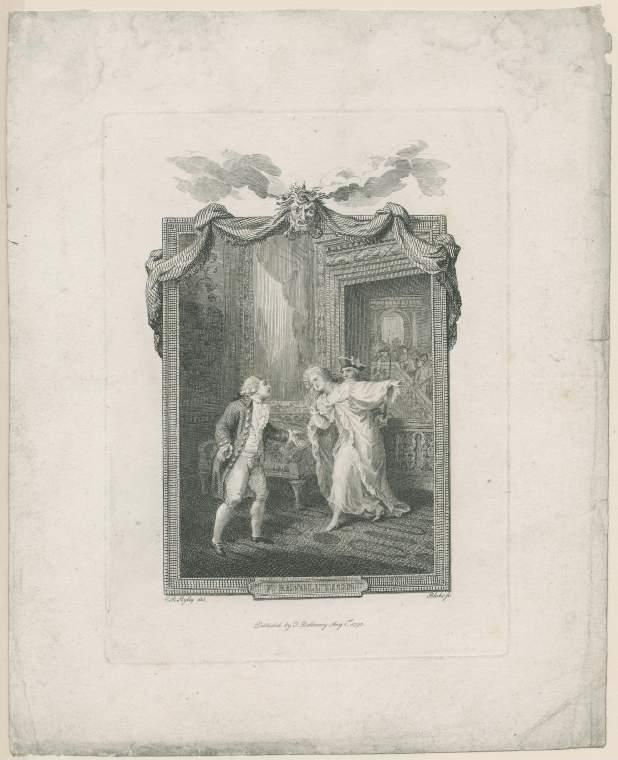
『フランス革命』（The French Revolution、1791年）
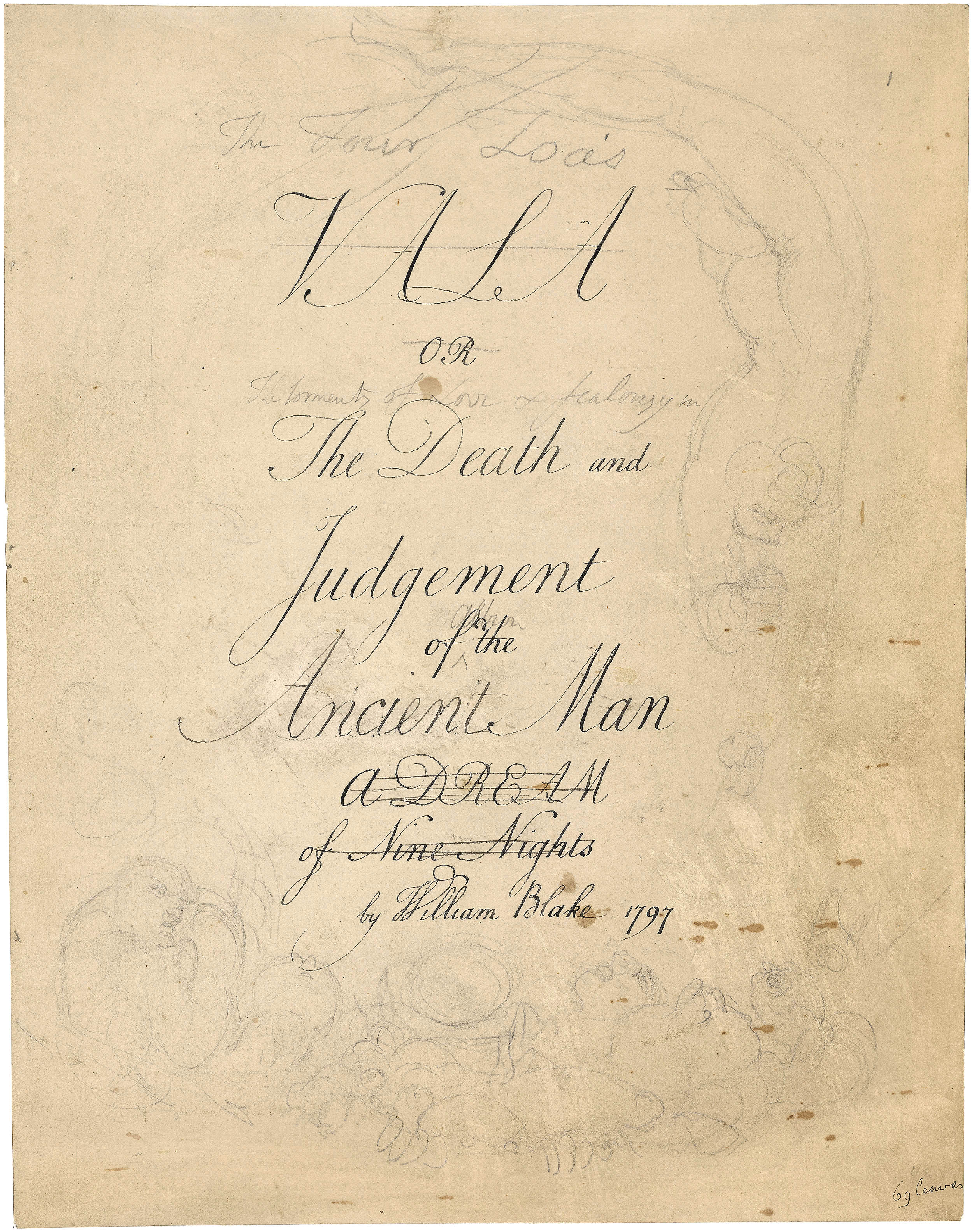
『四人のゾアたち』（The Four Zoas、1797年、未完、草稿版）
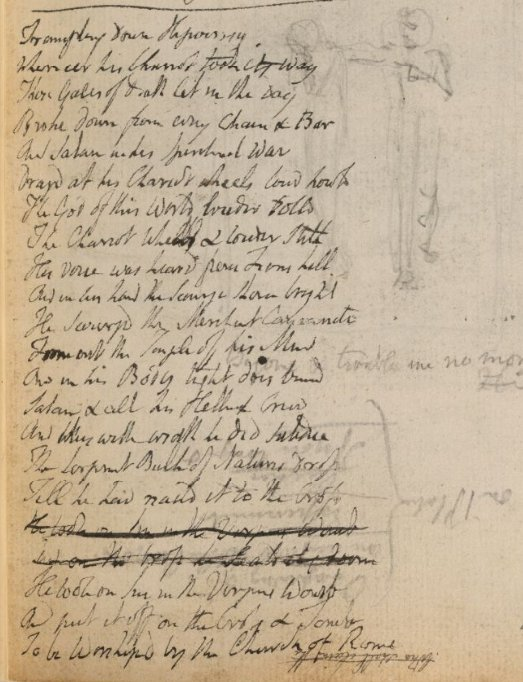
『永遠の福音』（The Everlasting Gospel、1818年）

### 主な色刷版画、色刷ライン・エングレーヴィング

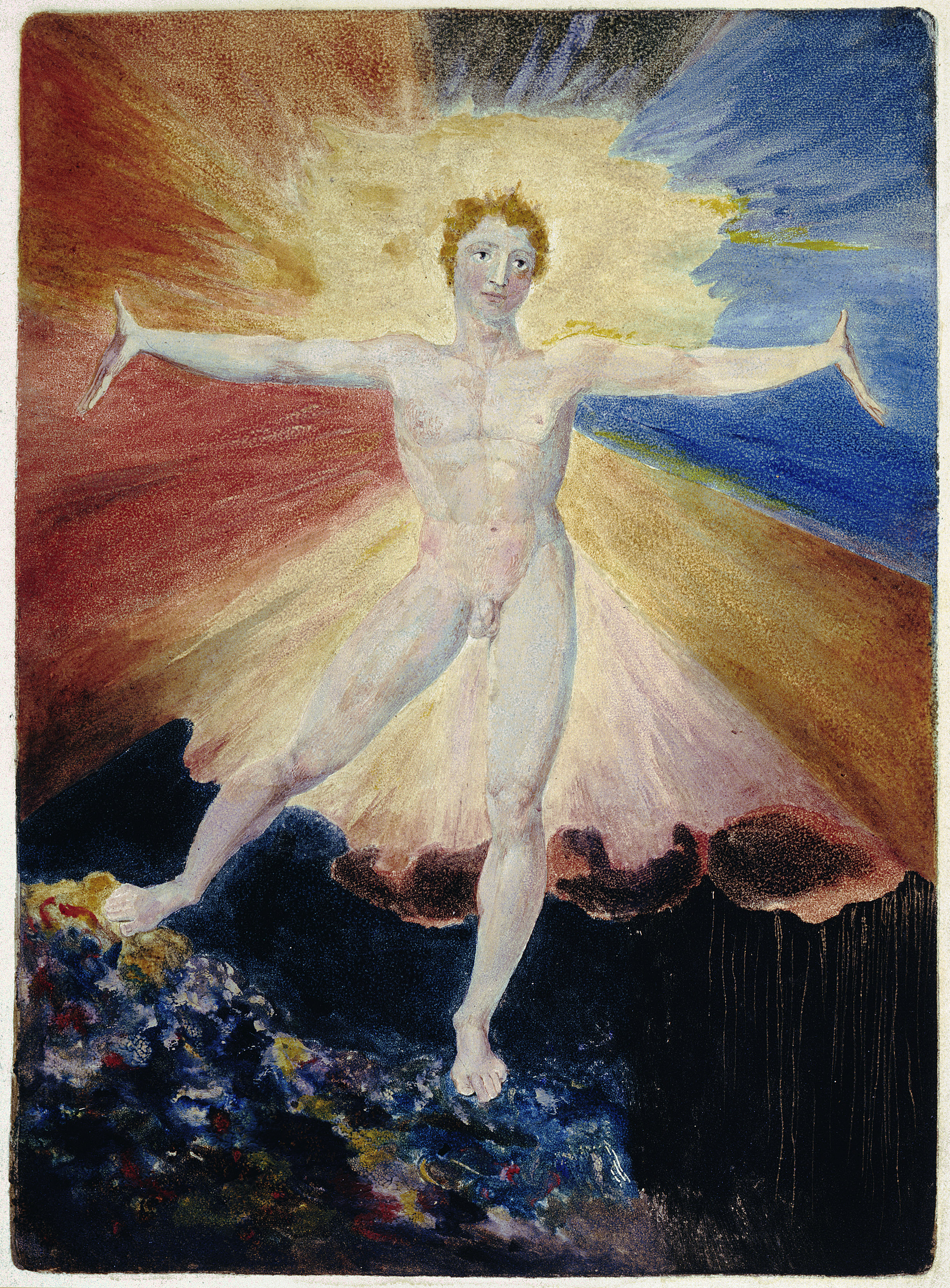
『アルビオンは立ち上がった（歓びの日あるいはアルビオンの踊り）』（Glad Day or The Dance of Albion、1793年） 大英博物館蔵
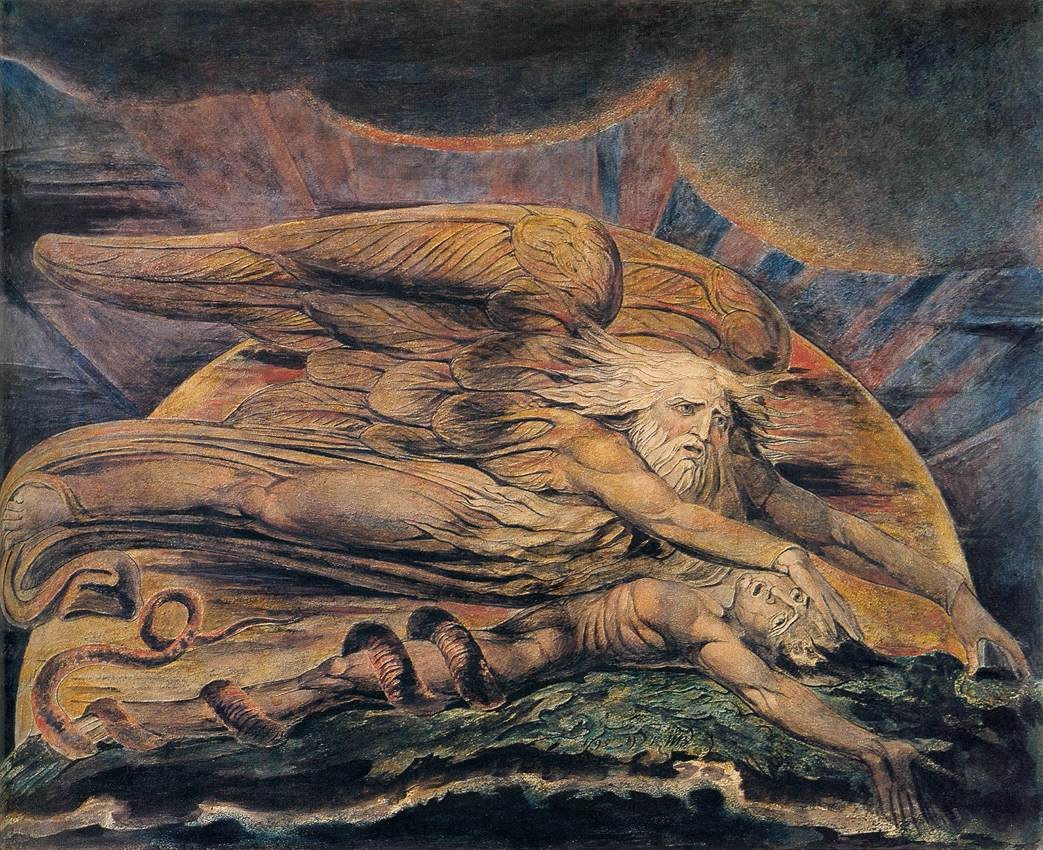
『アダムを創造するエロヒム』（Elohim creating Adam、1795年） テート・ギャラリー蔵
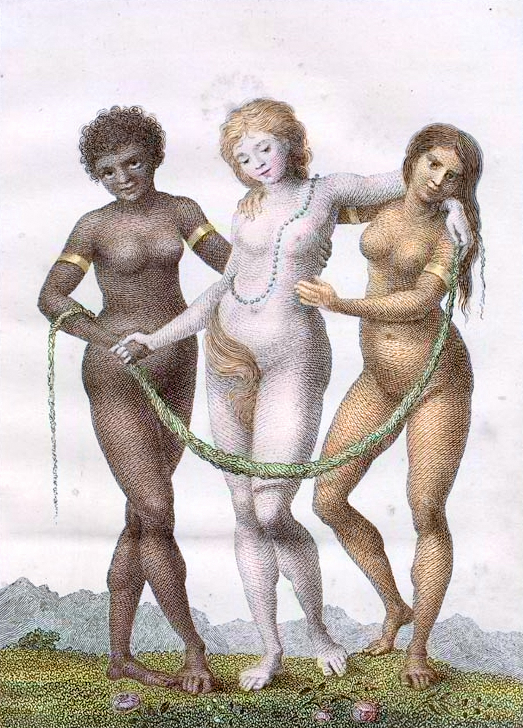
『ヨーロッパはアフリカとアメリカに支えられている』（Europe supported by Africa and America、1796年）
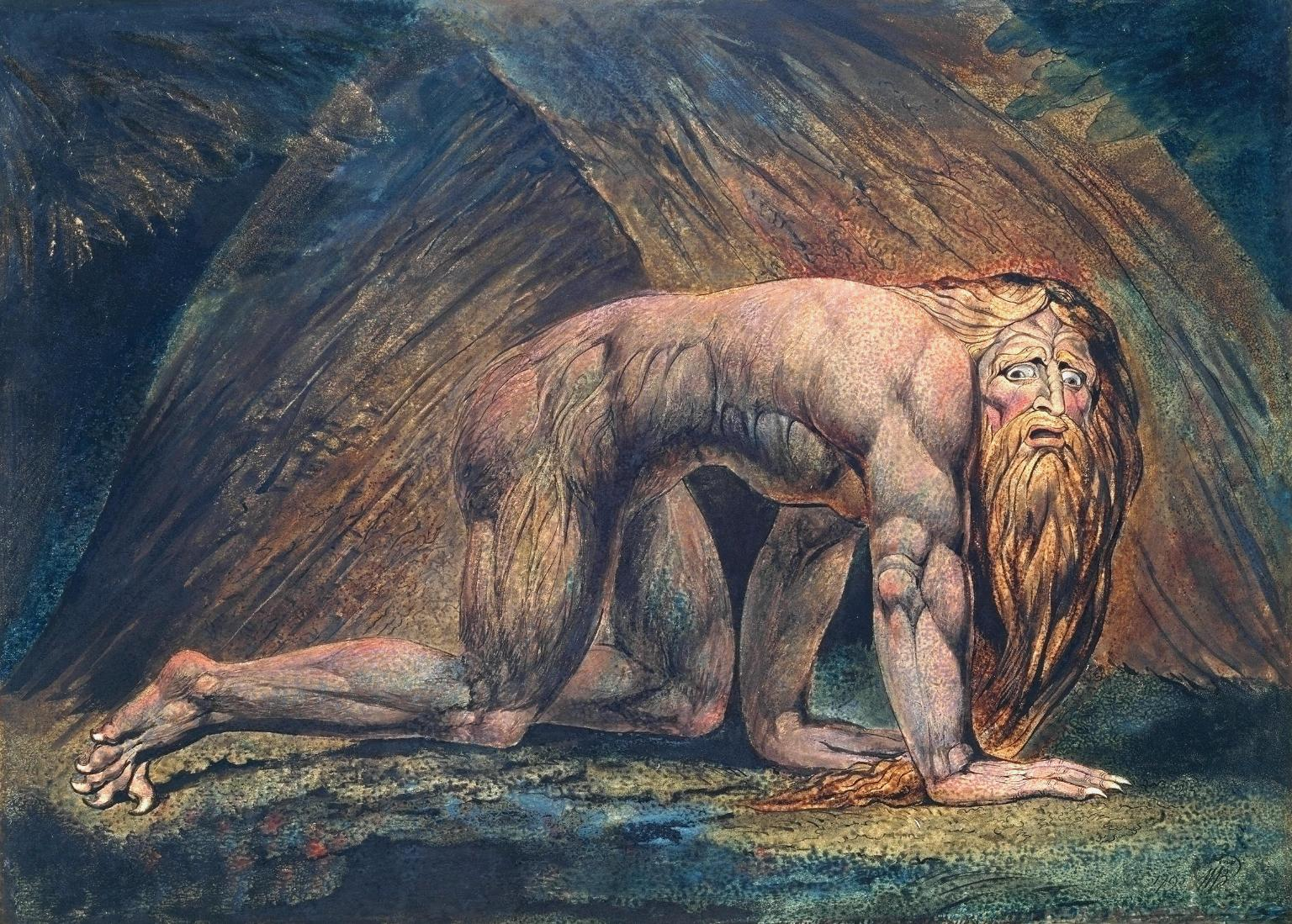
『ネブカドネザル』（Nebuchadnezzar、1804年 - 1805年頃） テート・ギャラリー蔵
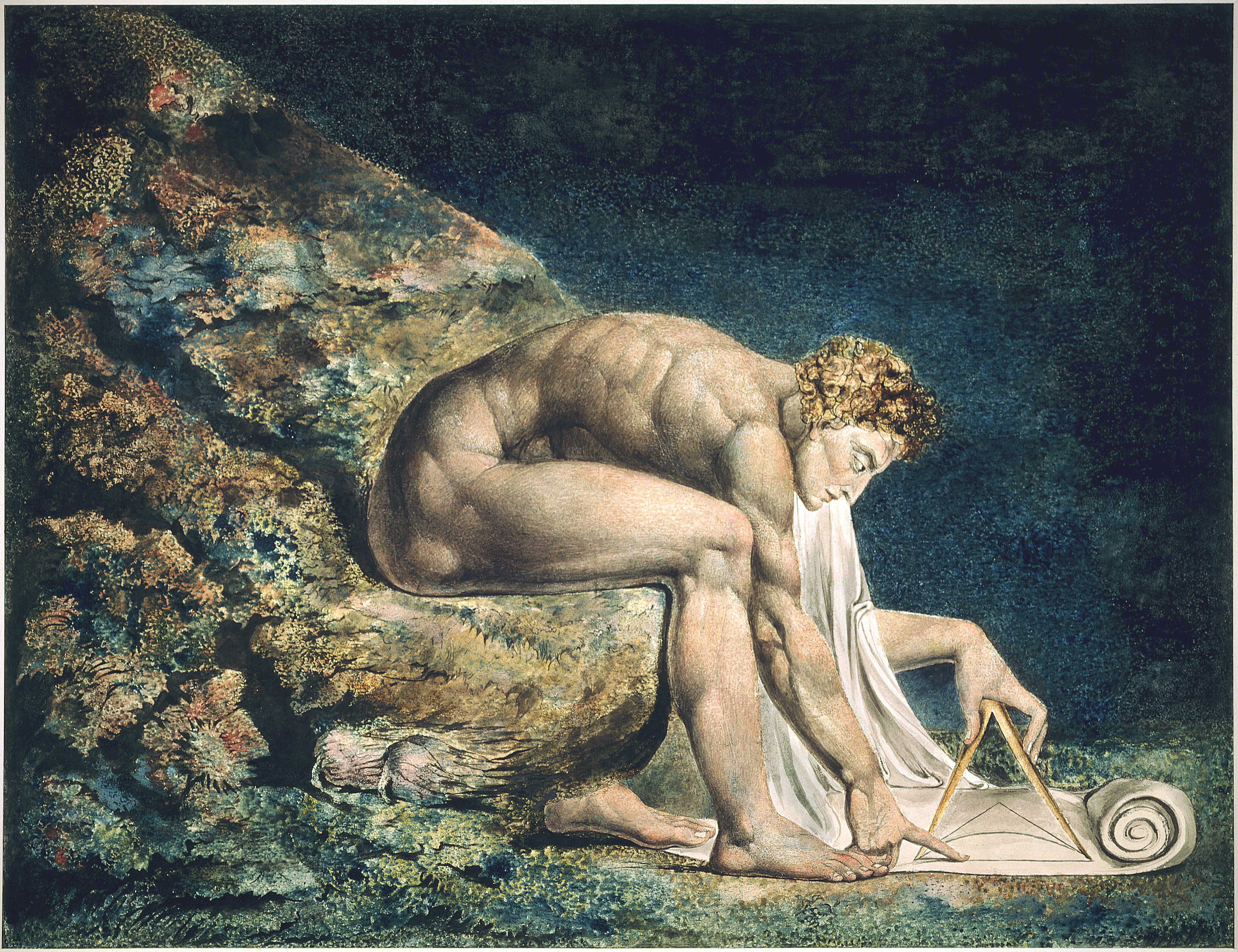
『ニュートン』（Newton、1804年 - 1805年頃） テート・ギャラリー蔵
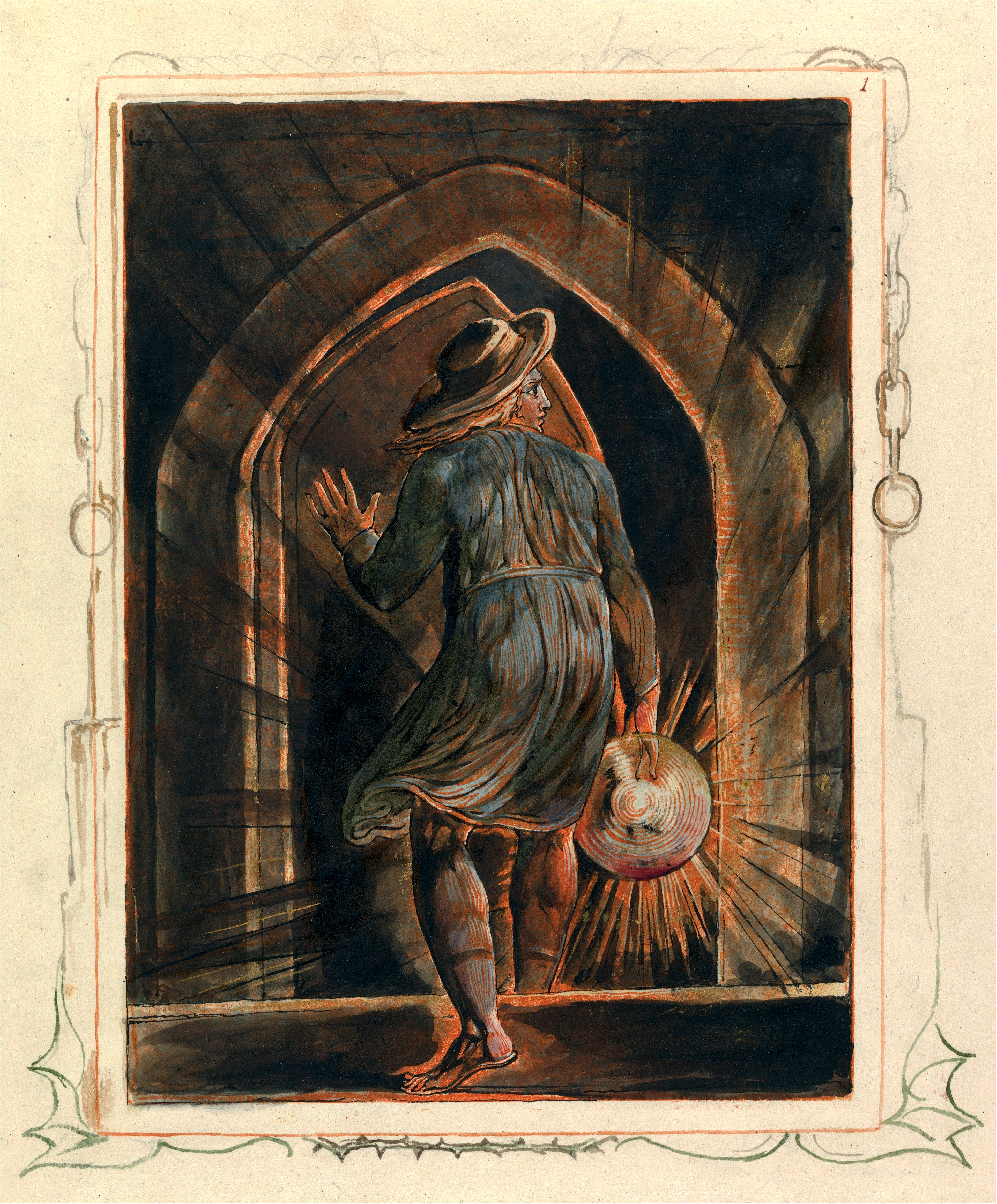
『墓に入るロス』（Jerusalem, Plate 1, Frontispiece、1804年と1820年の間） イェール英国芸術センター（英語版）蔵

### 主な挿絵

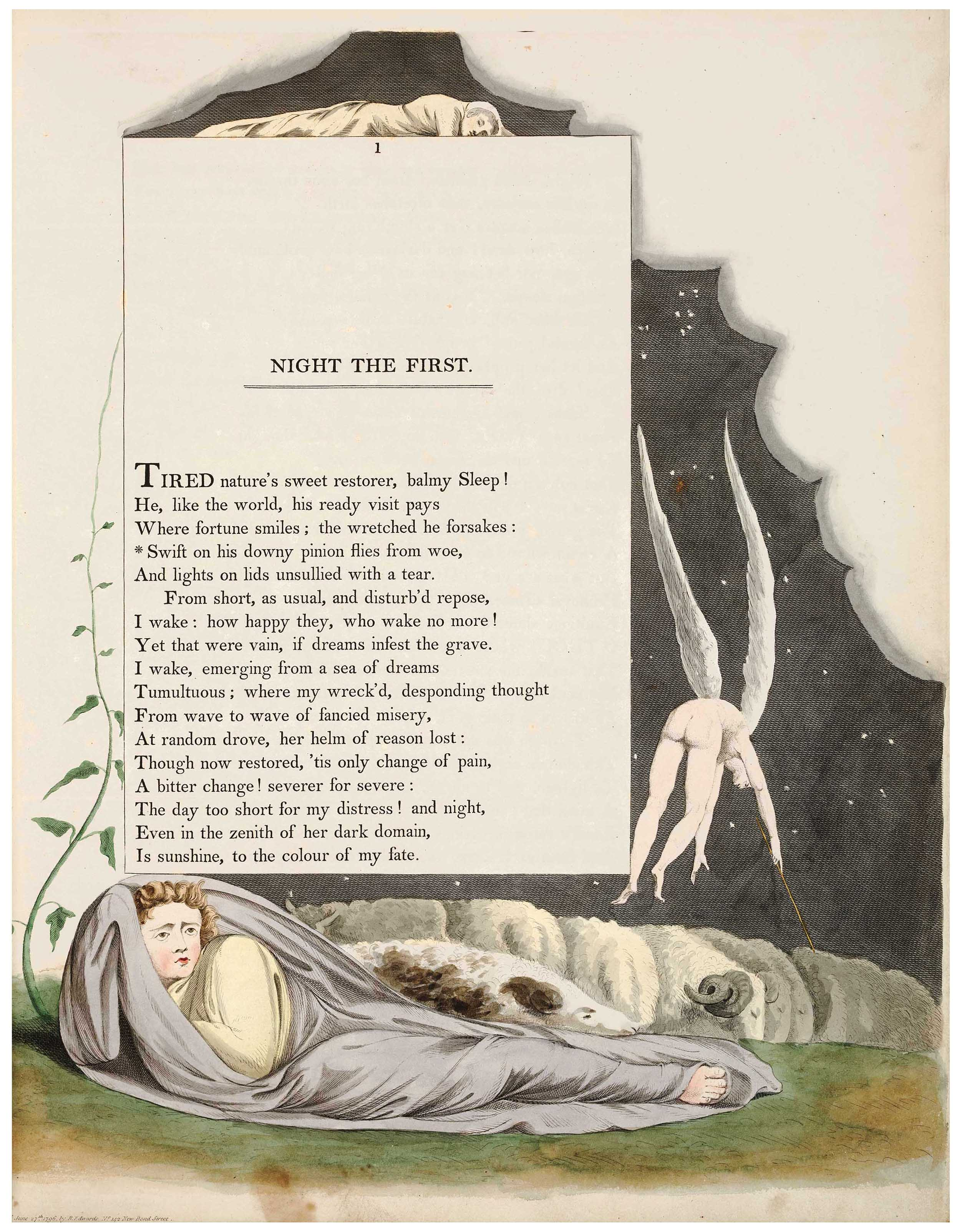
「エドワード・ヤング『夜想』（Night Thoughts）の挿絵」（1797年）
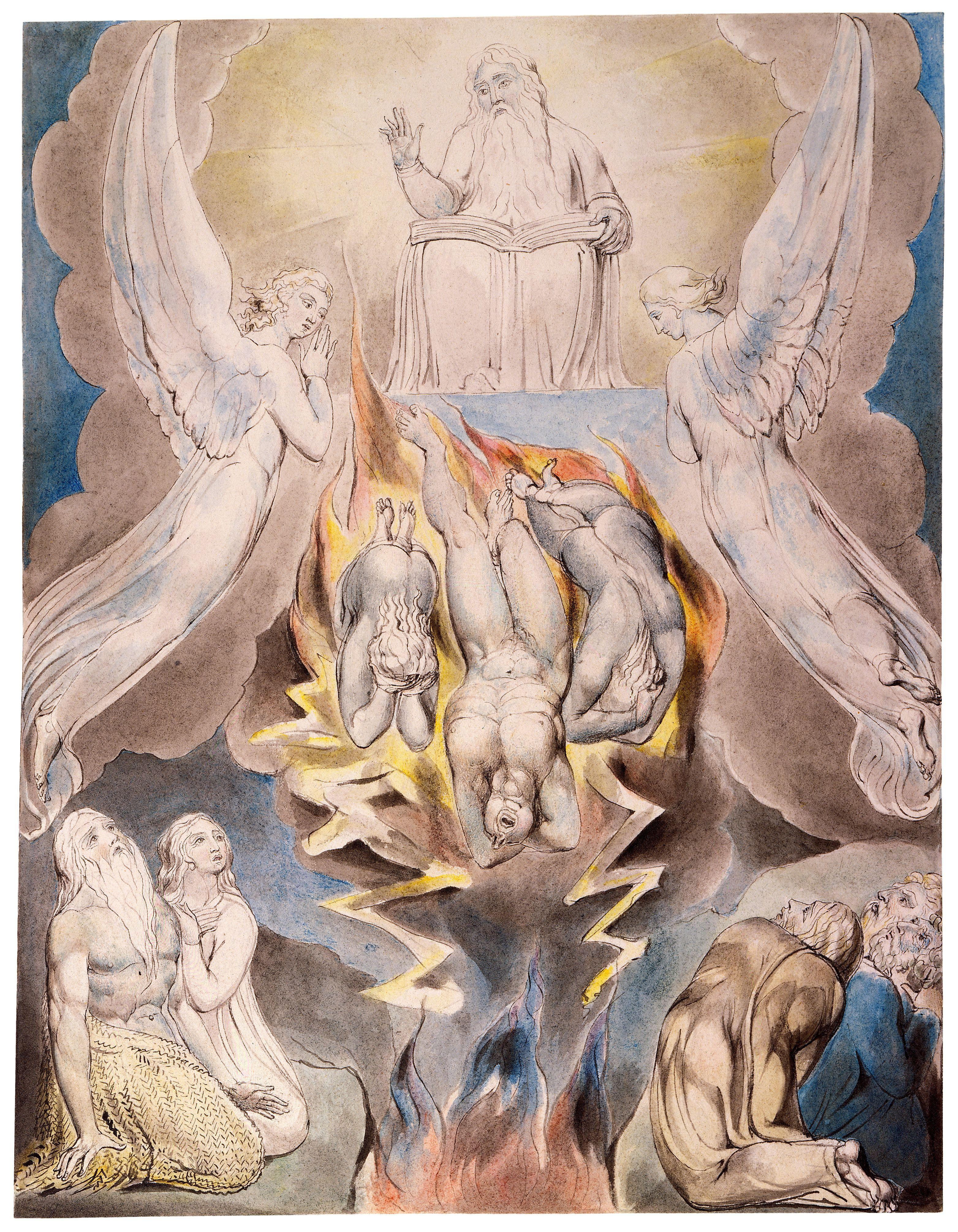
「『ヨブ記』の挿絵―サタンの堕落」 (1805年）
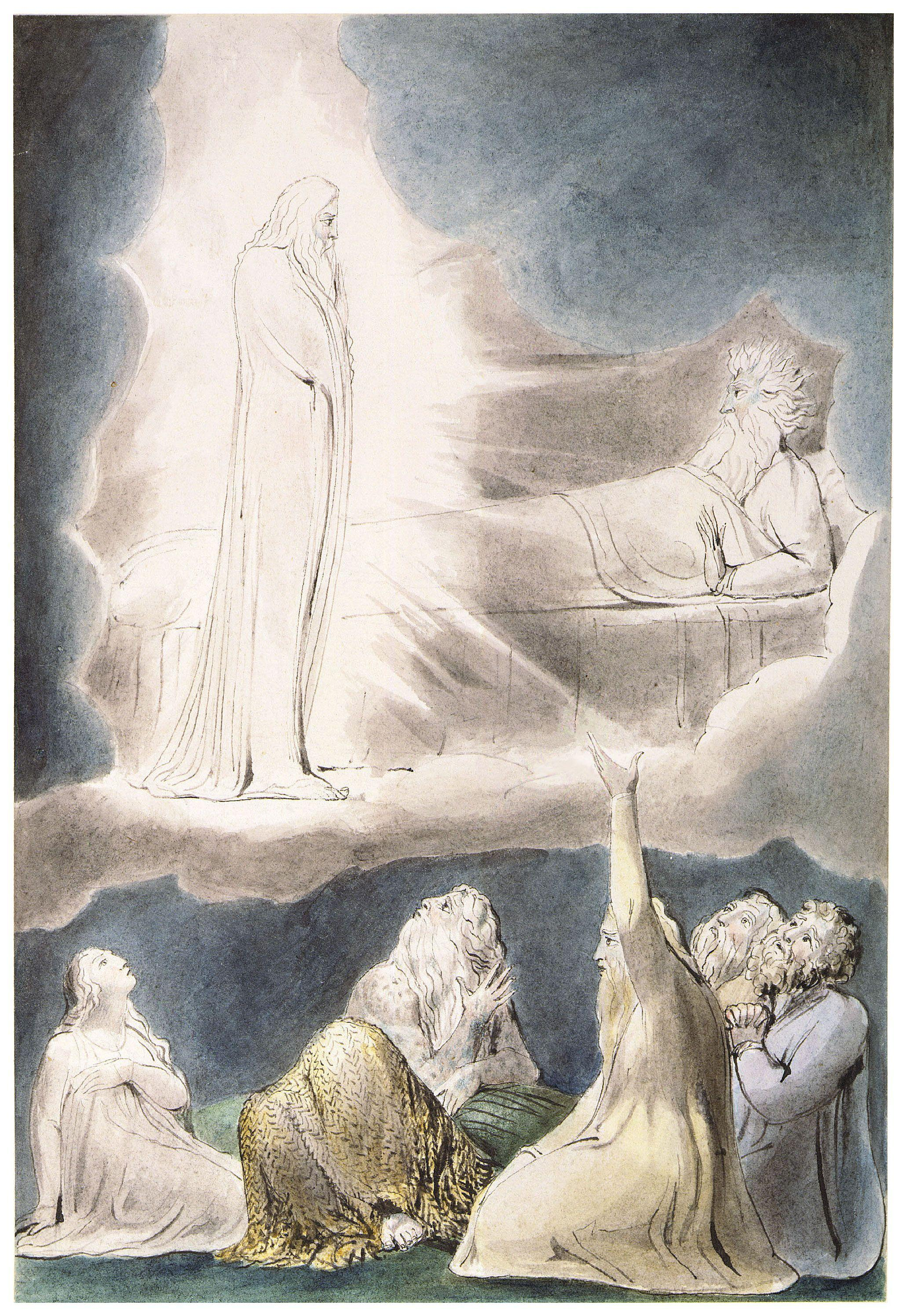
「『ヨブ記』の挿絵―エリパズの幻視」 (1805年）
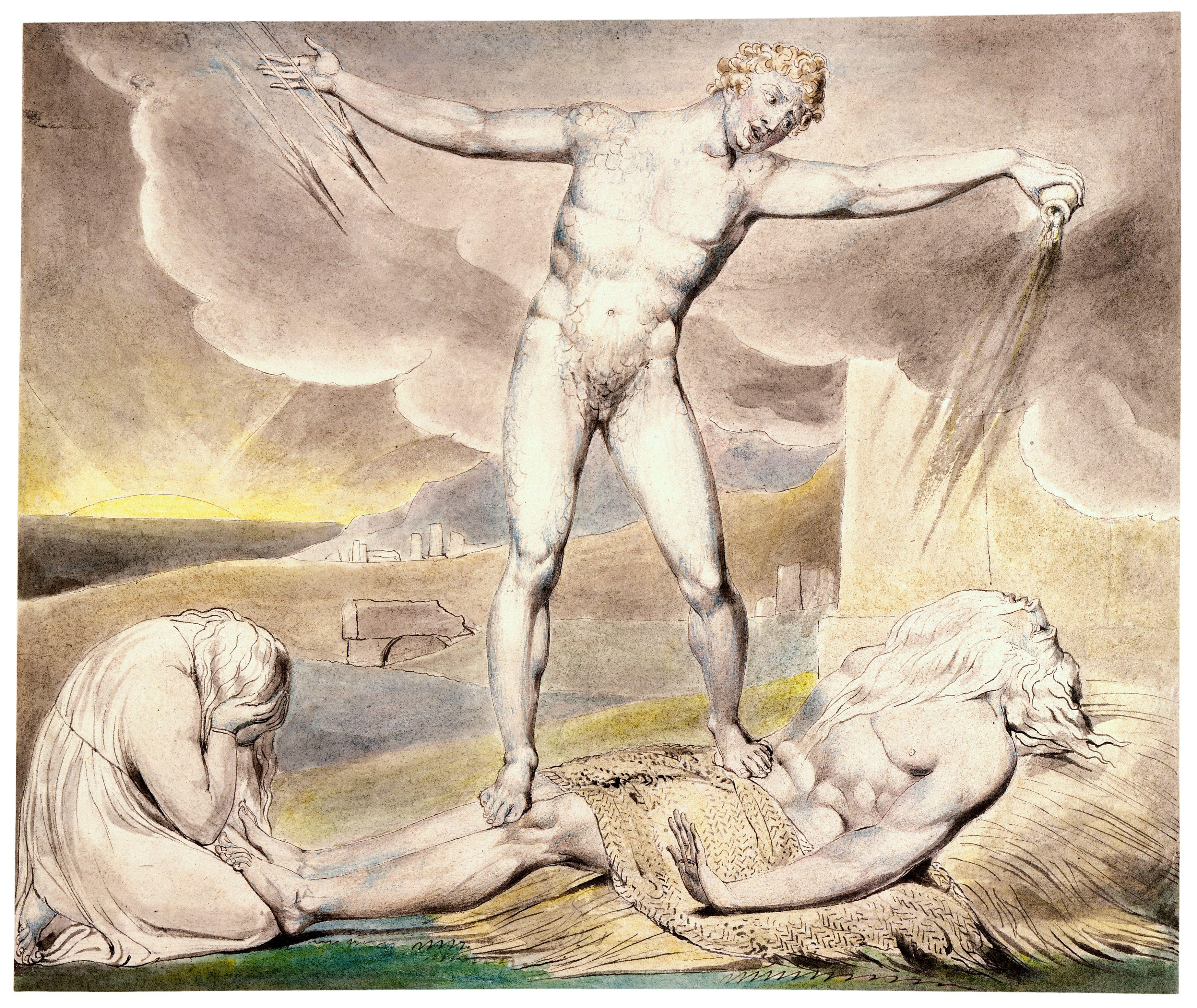
「『ヨブ記』の挿絵―沸騰する悪魔の仕事」 (1805年）
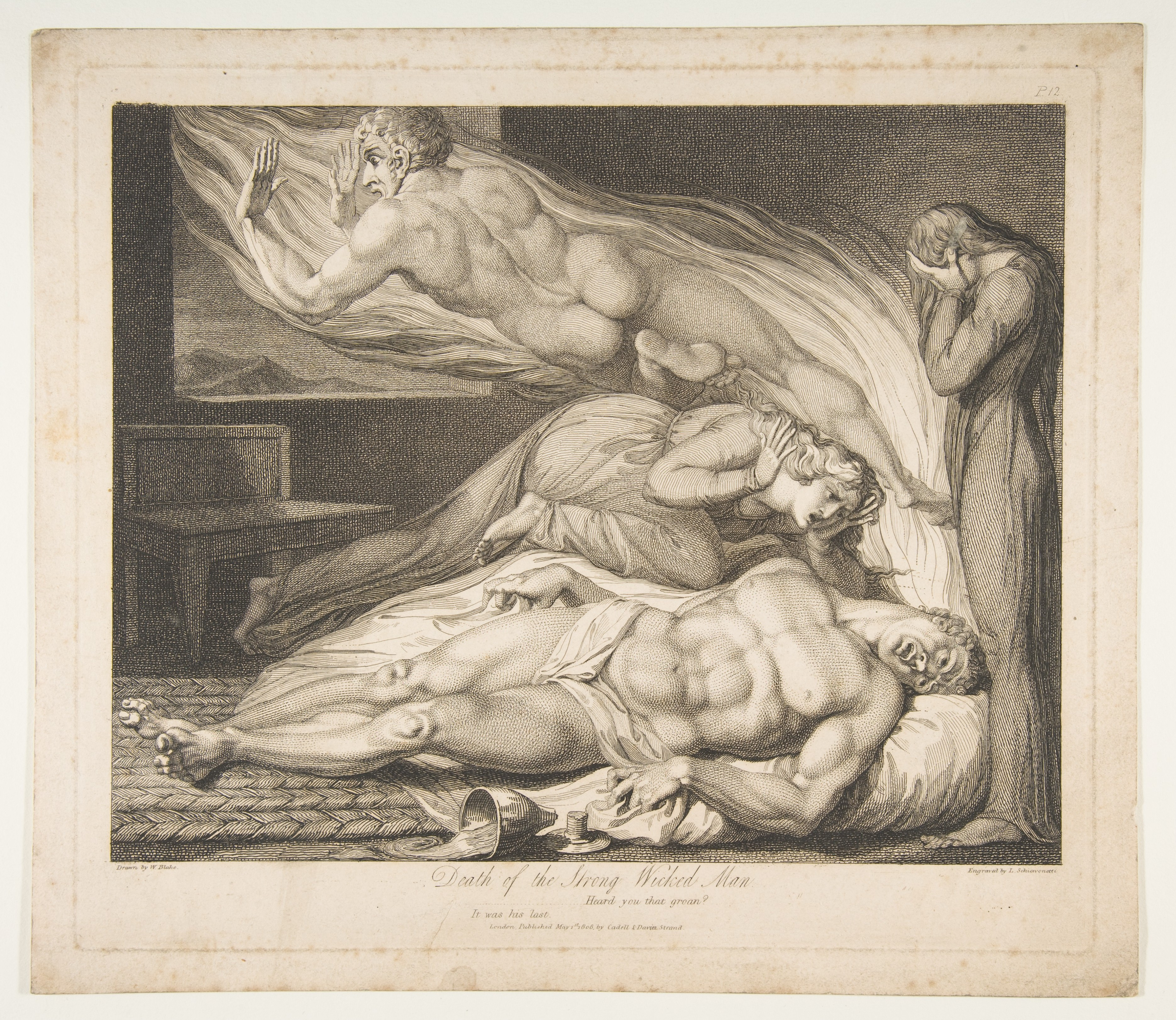
「ロバート・ブレア『墓場』（The Grave, a Poem）の挿絵」（1808年）
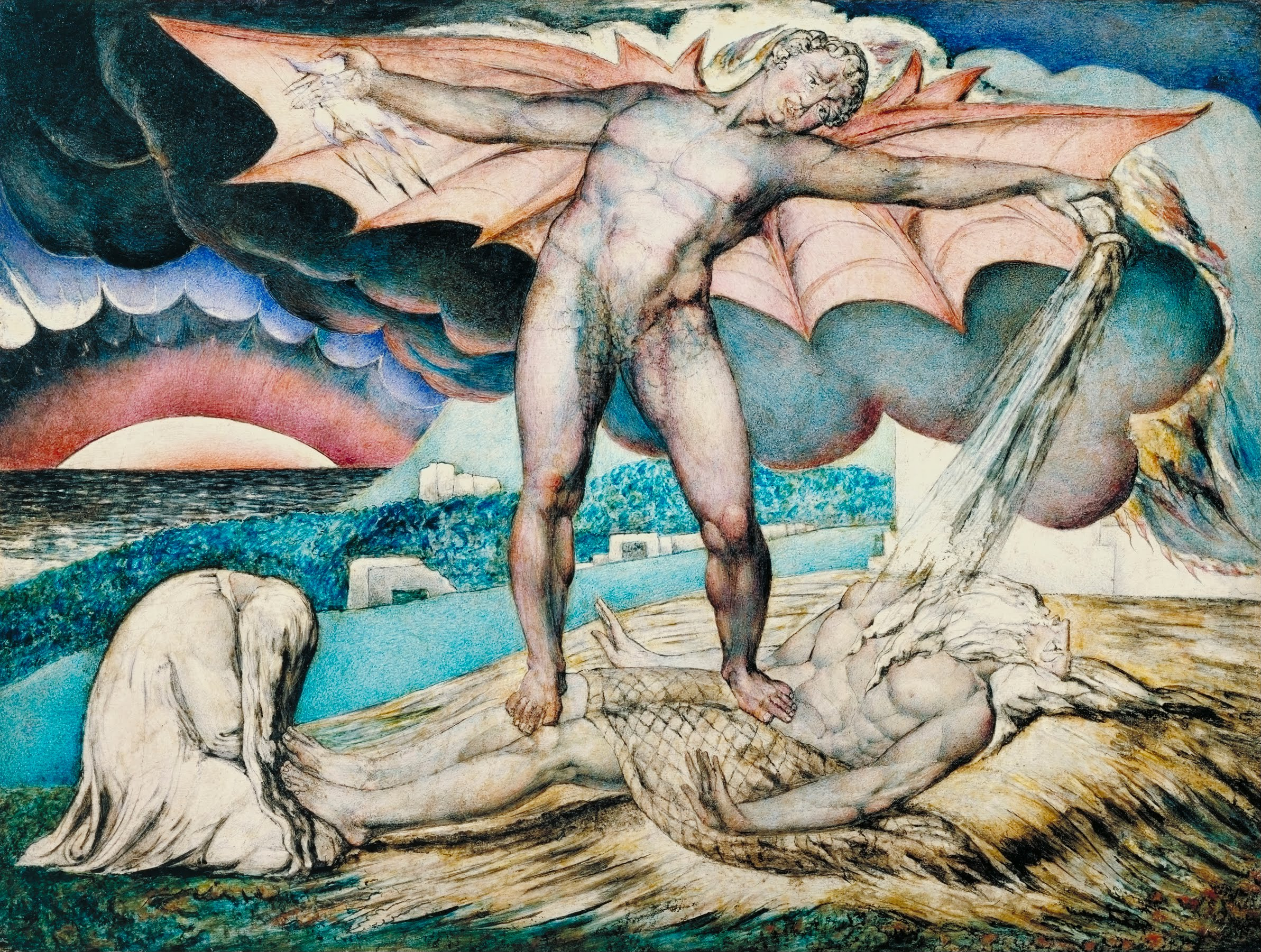
「『ヨブ記』の挿絵―腫物でヨブを撃つサタン」 (1826年）
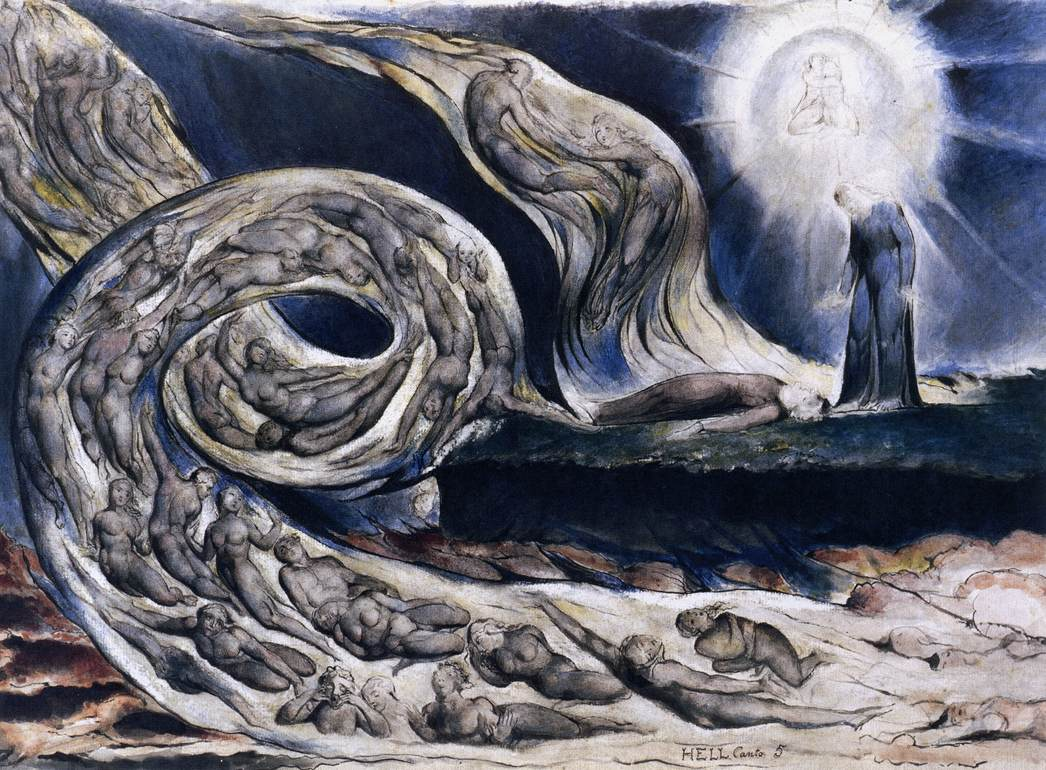
「ダンテ『神曲』の挿絵―恋人たちの旋風」（1824年 - 1827年）

### 主な水彩画

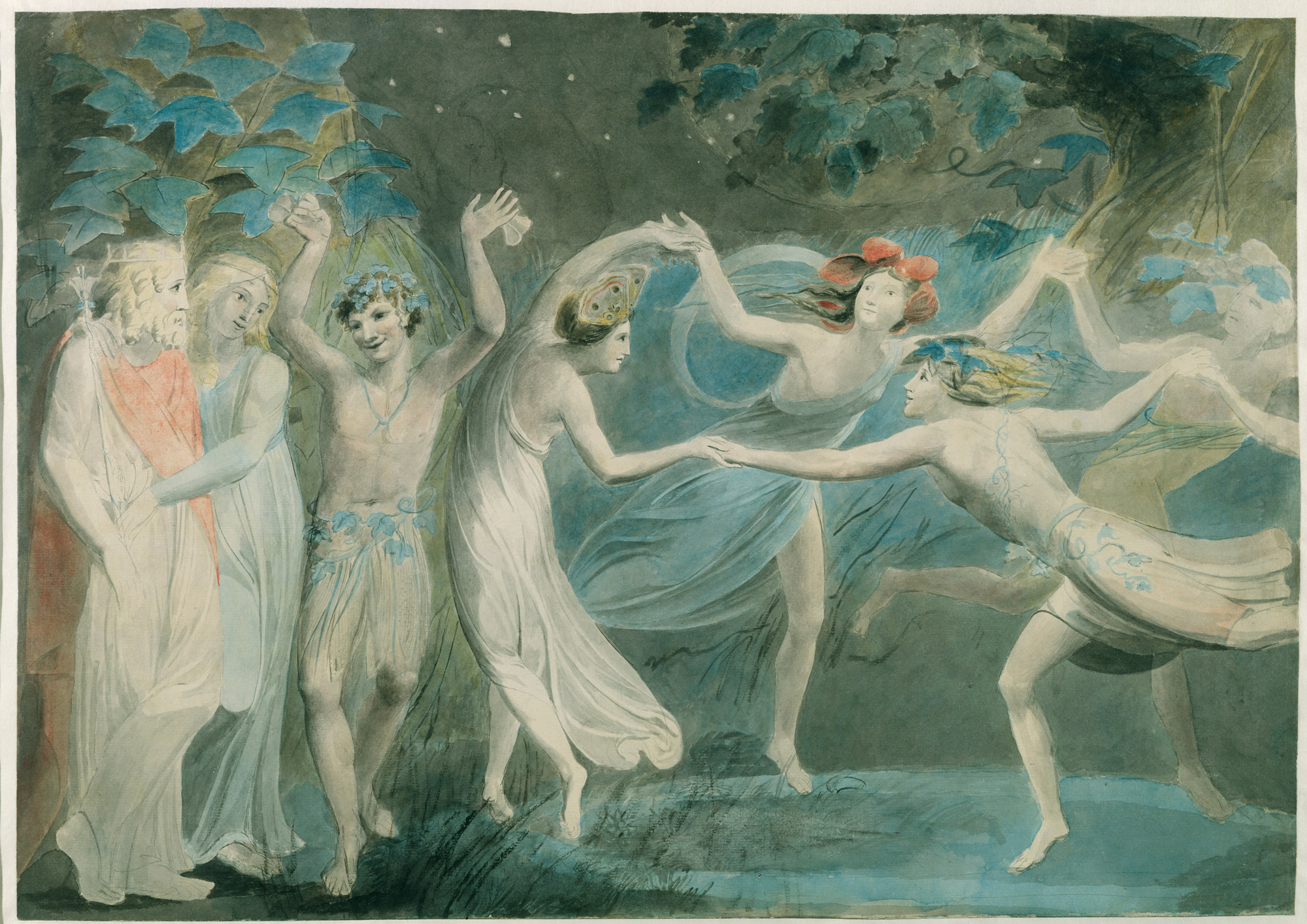
『オベロンとタイタニアと踊る妖精たち』（Oberon, Titania and Puck with Fairies Dancing、1786年） テート・ブリテン蔵
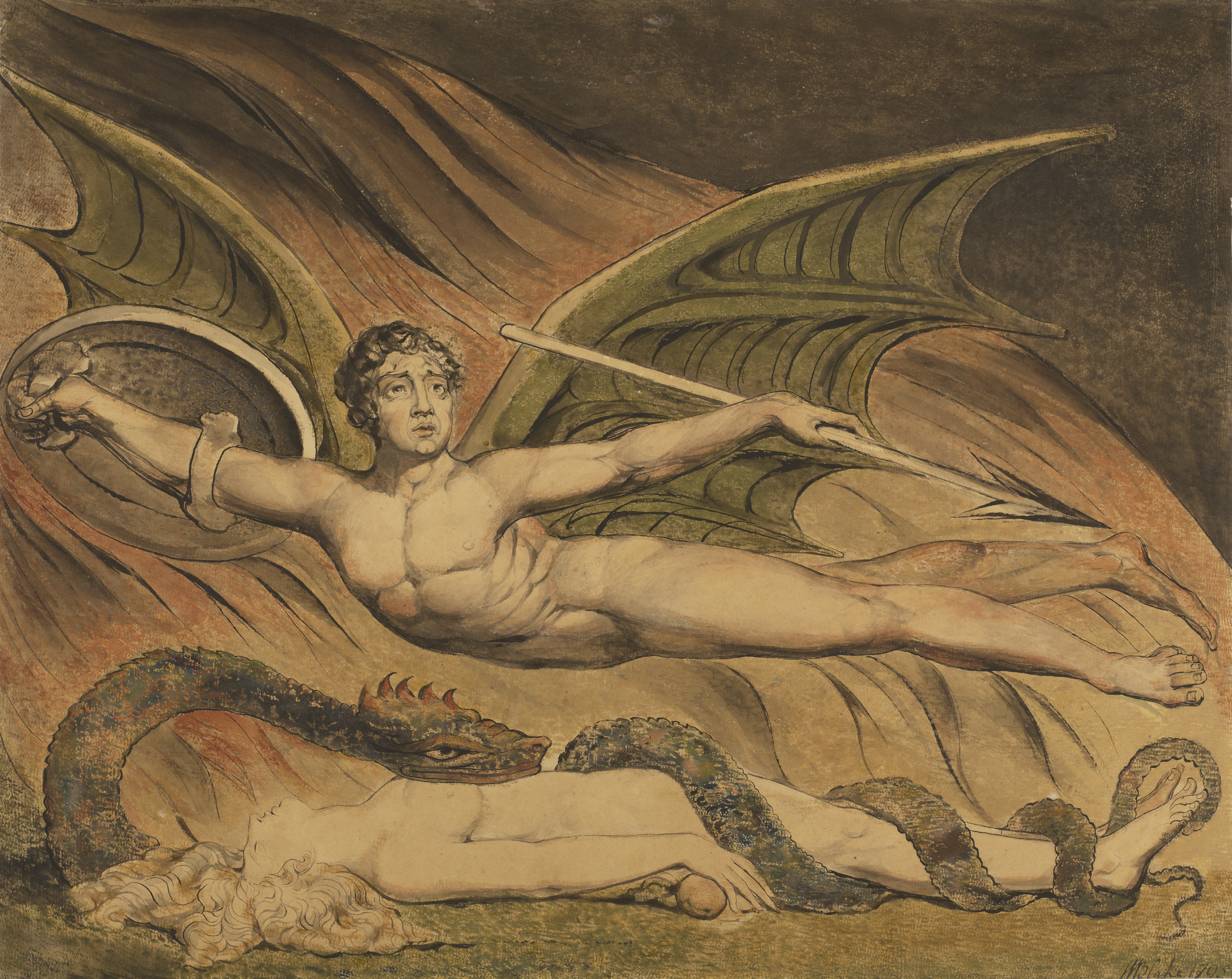
『イブを歓喜するサタン』（Satan Exulting over Eve、1795年） ゲッティ・センター蔵
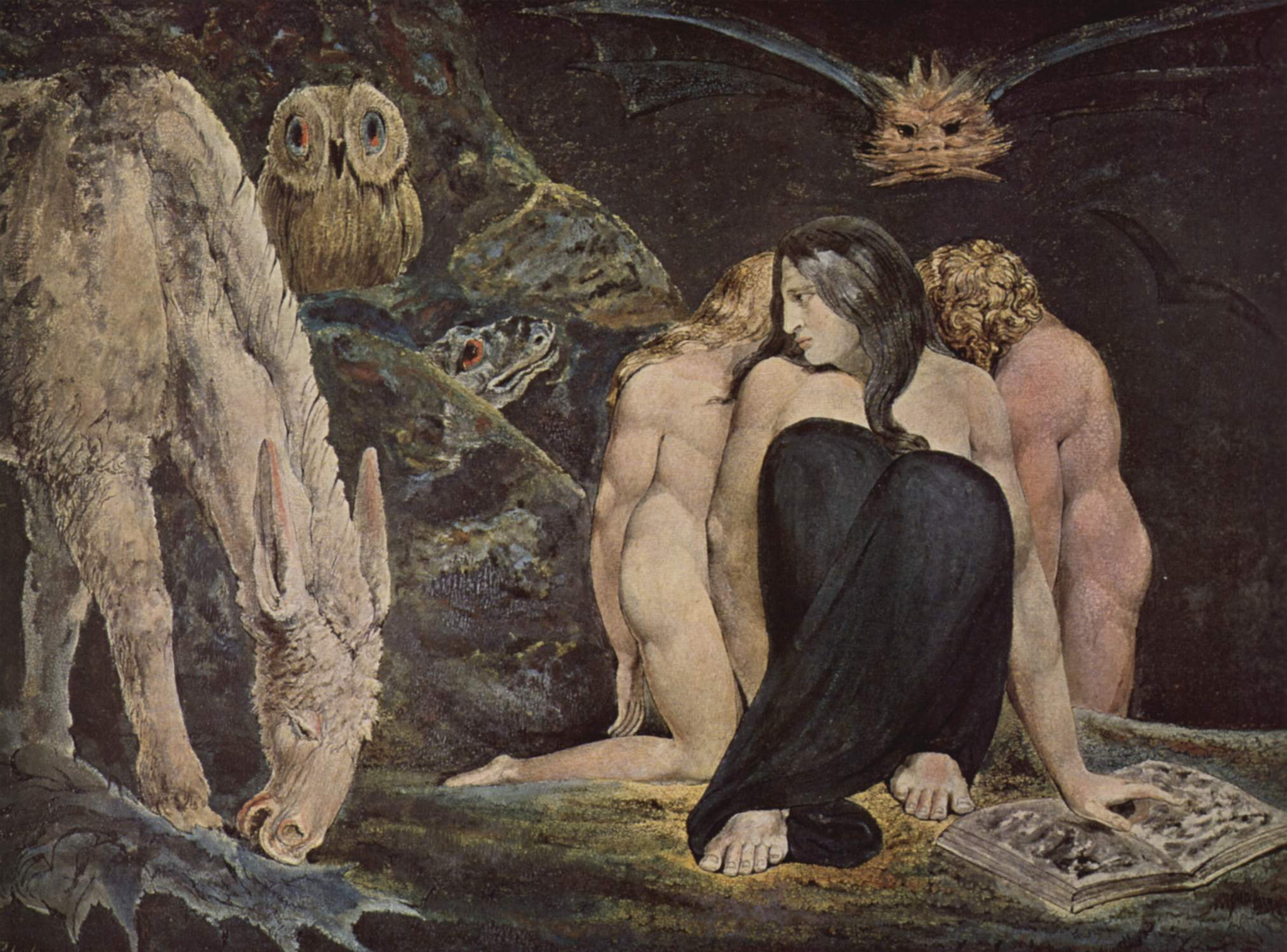
『エニサーモンの喜びの夜』（The Night of Enitharmon's Joy、1795年） テート・ブリテン蔵
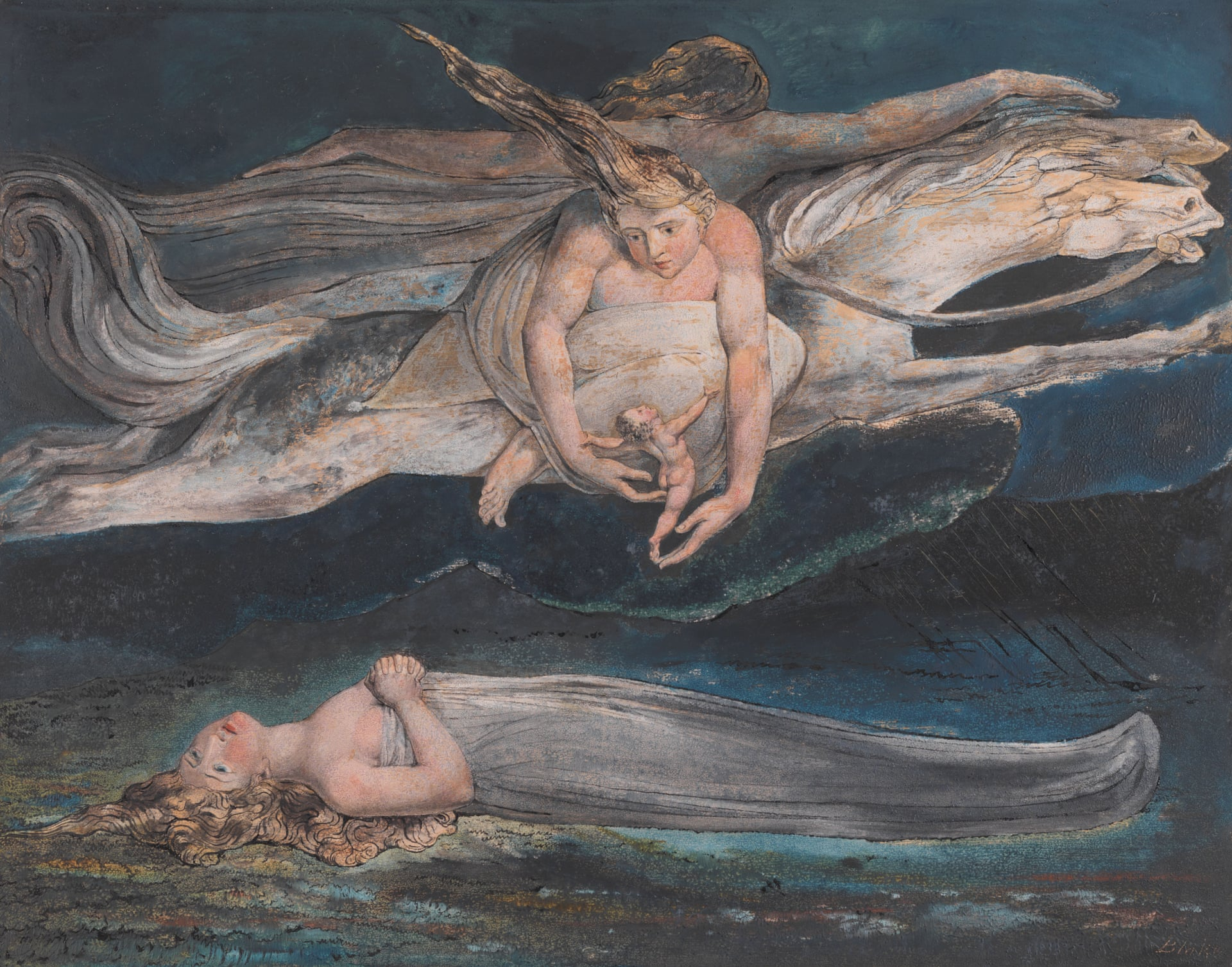
『哀れみ』（Pity、1795年） テート・ブリテン蔵
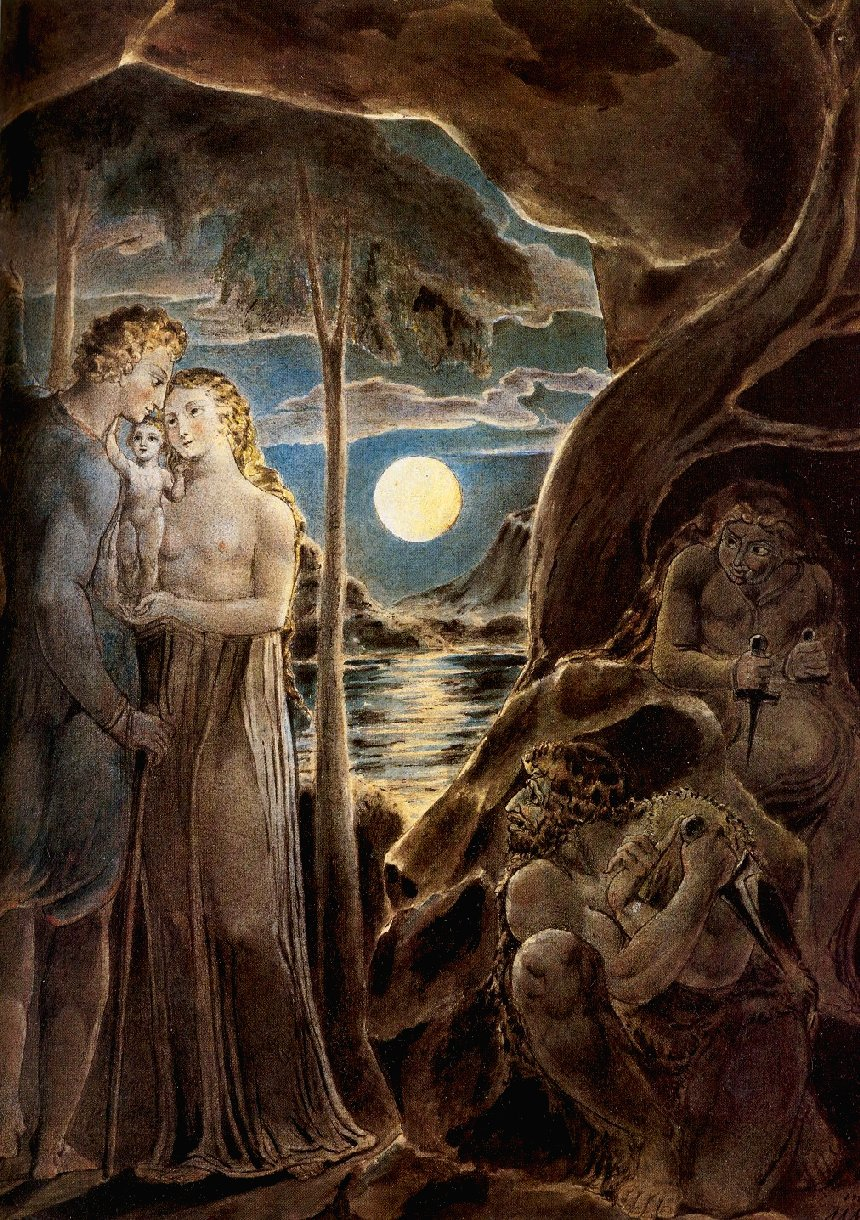
『悪意』（Malevolence、1799年） フィラデルフィア美術館蔵
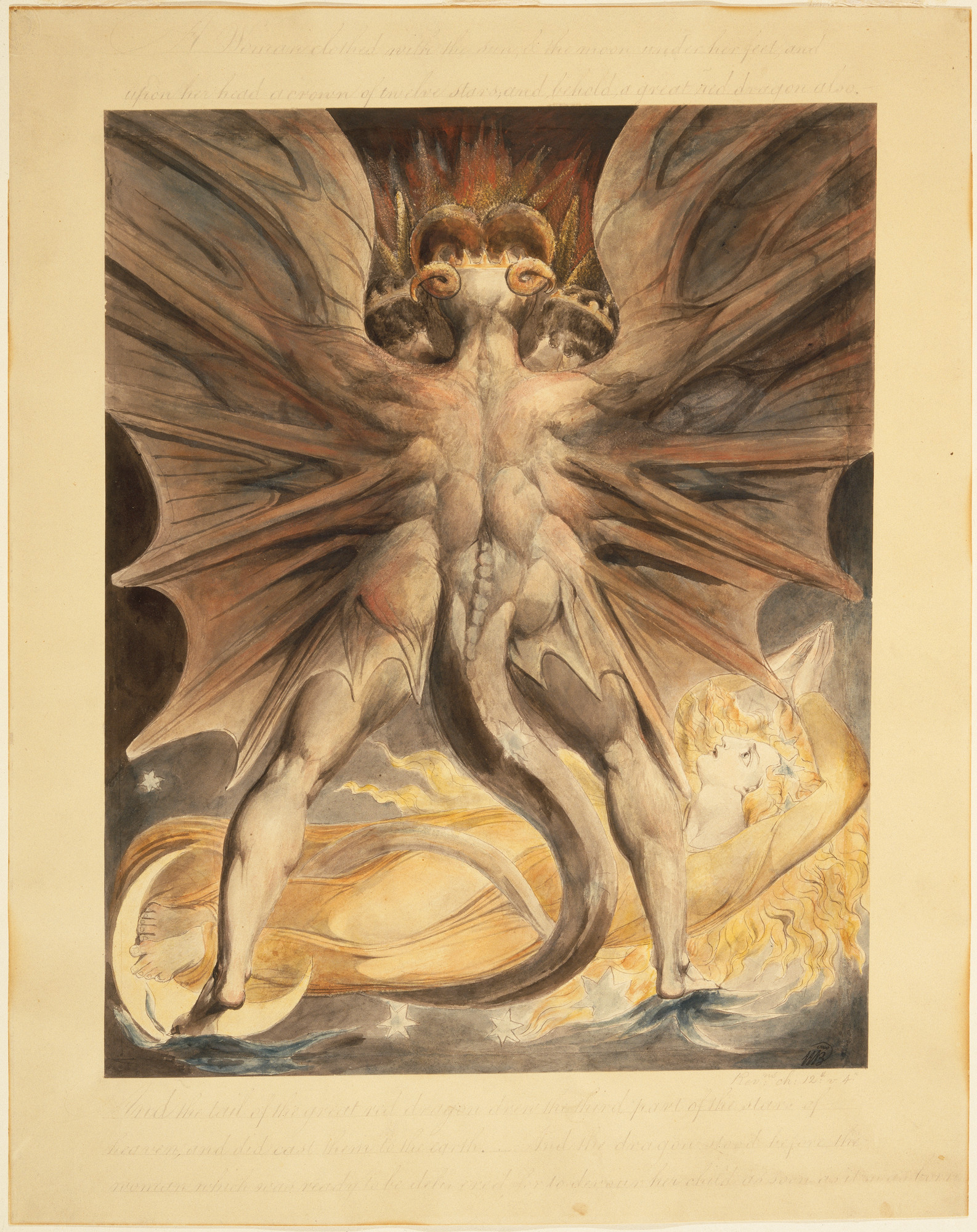
『巨大な赤い龍と太陽の衣をまとった女』（The Great Red Dragon and the Woman Clothed in the Sun、1803年 - 1805年頃） ブルックリン美術館蔵
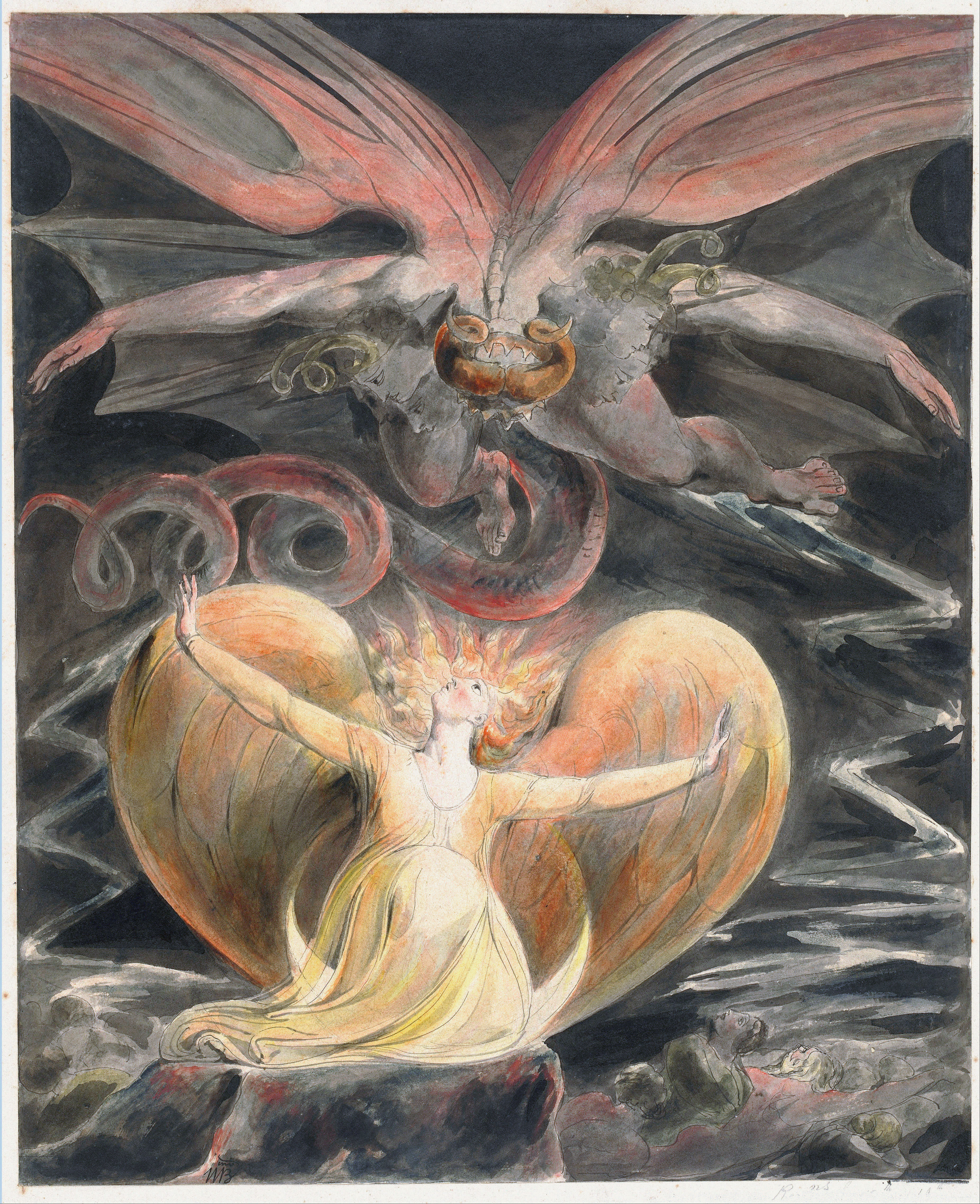
『巨大な赤い龍と太陽の衣をまとった女』（The Great Red Dragon and the Woman Clothed with the Sun、1805年） ナショナル・ギャラリー蔵
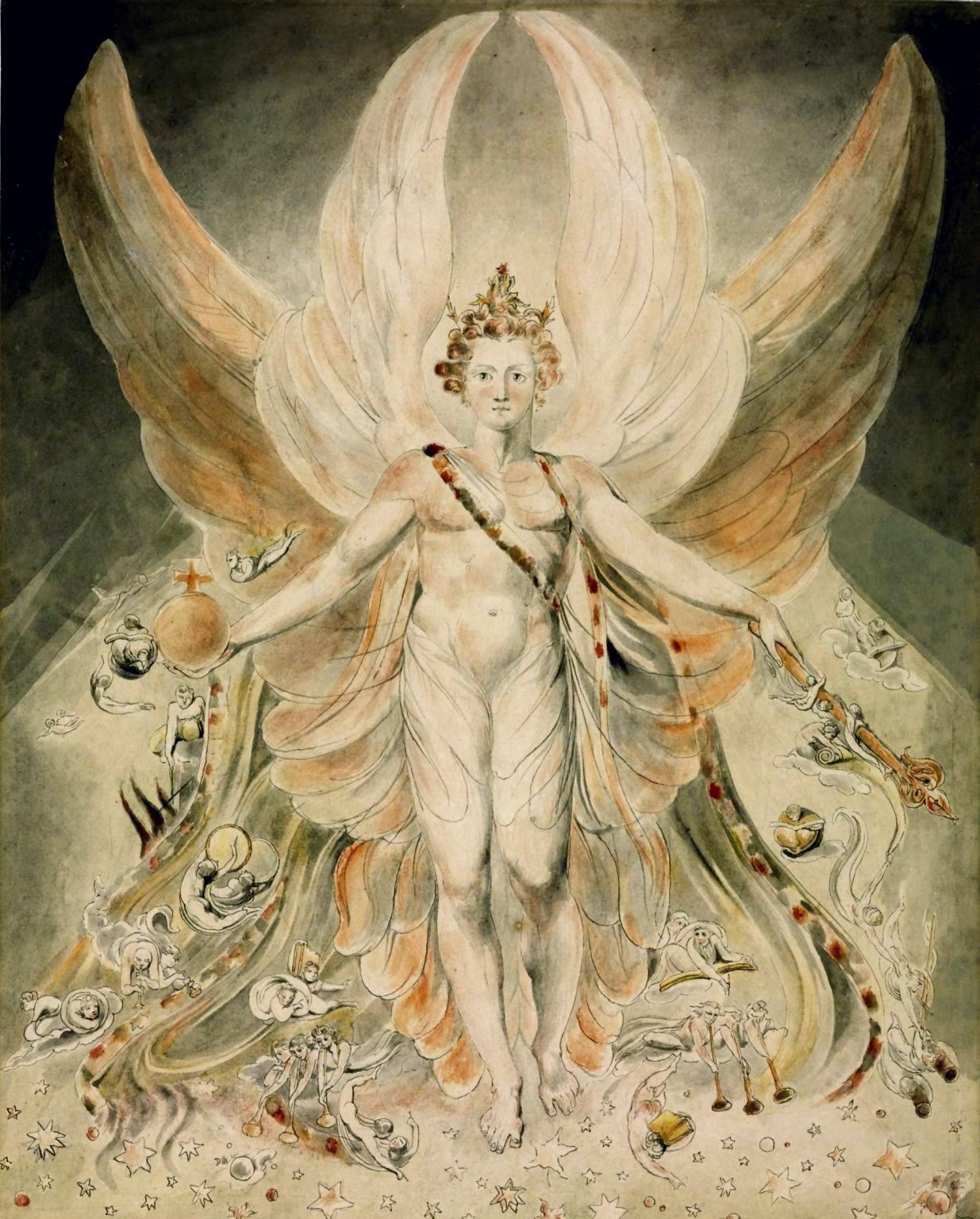
『本来の栄光に包まれたサタン』（Satan in his Original Glory、1805年） テート・ブリテン蔵
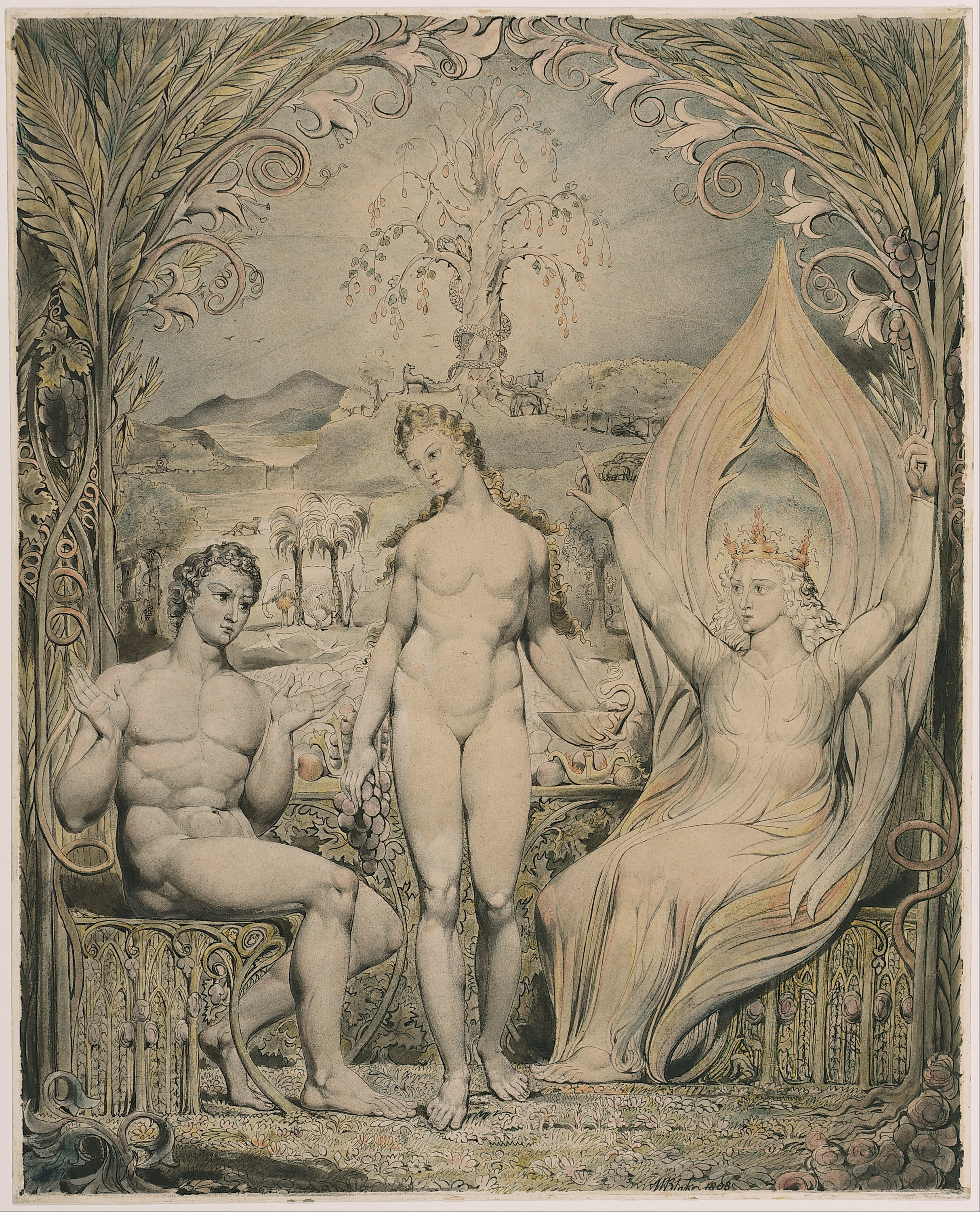
『大天使ラファエルとアダムとイブ』（The Archangel Raphael with Adam and Eve、1808年） ボストン美術館蔵
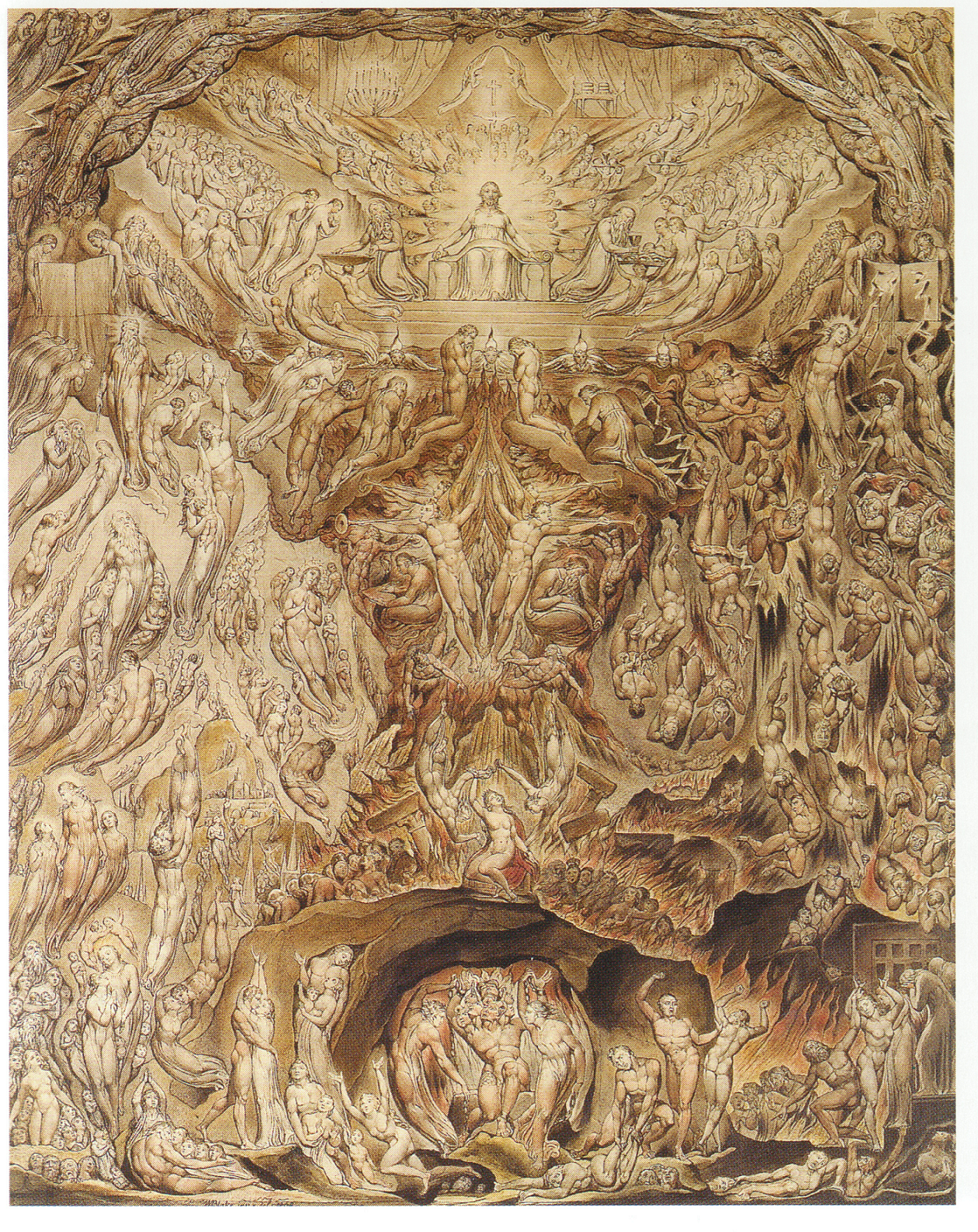
『最後の審判』（The Last Judgement、1808年） ナショナル・トラスト蔵
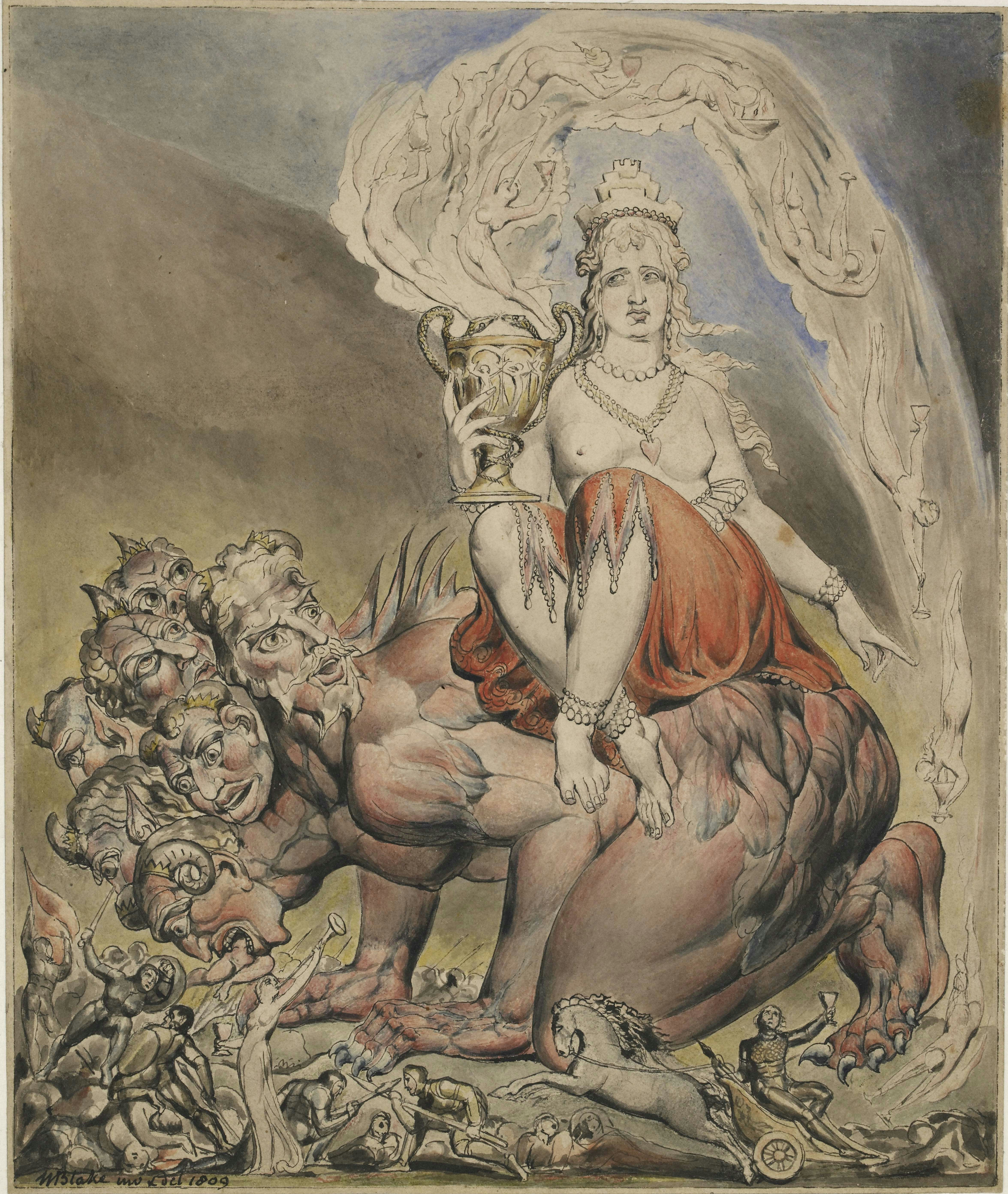
『バビロンの娼婦』（The Whore of Babylon、1809年） 大英博物館蔵
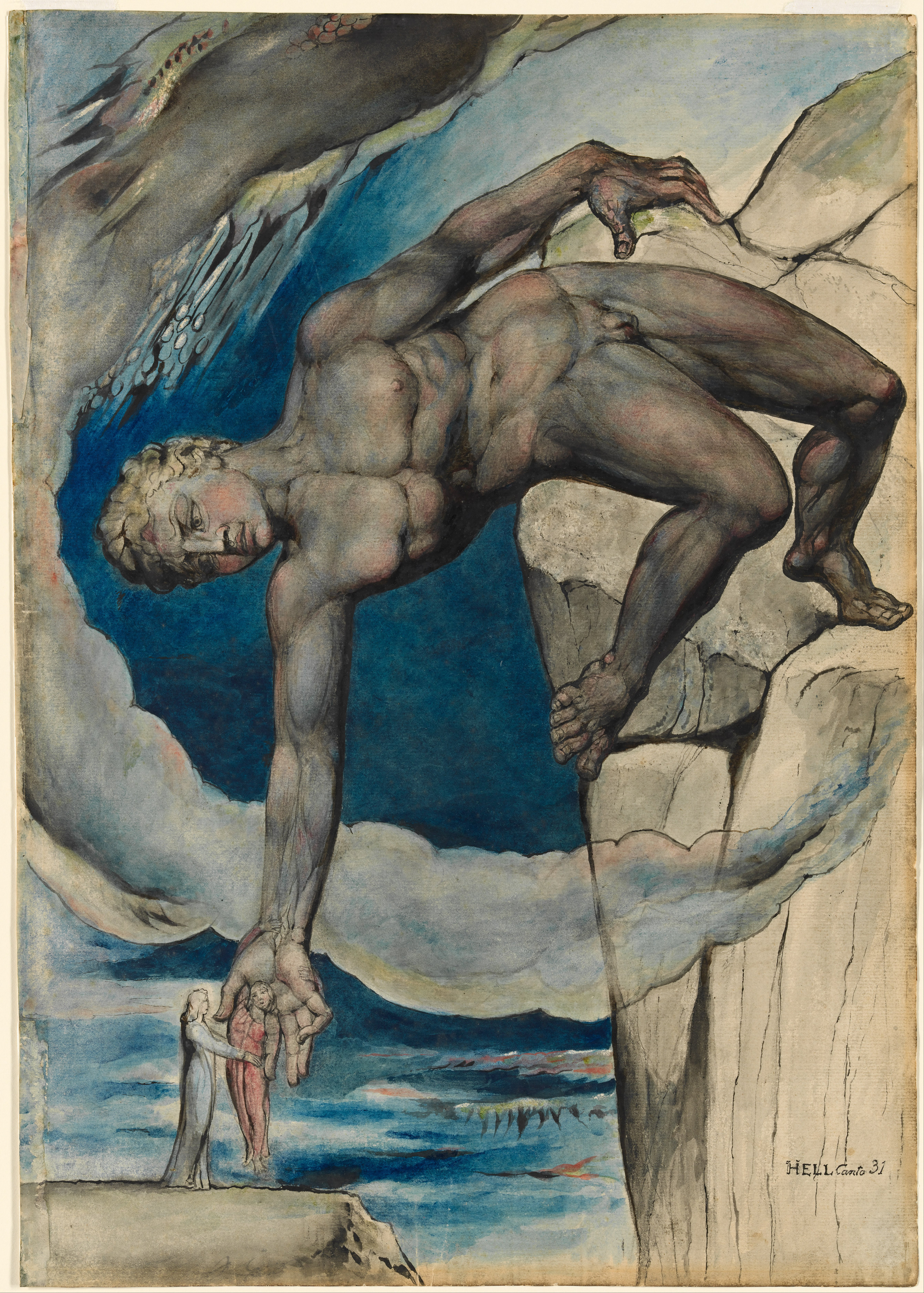
『ダンテとバージルを打ち倒すアンタエウス』（Antaeus setting down Dante and Virgil in the Last Circle of Hell、1824 - 1827年頃） ビクトリア国立美術館蔵
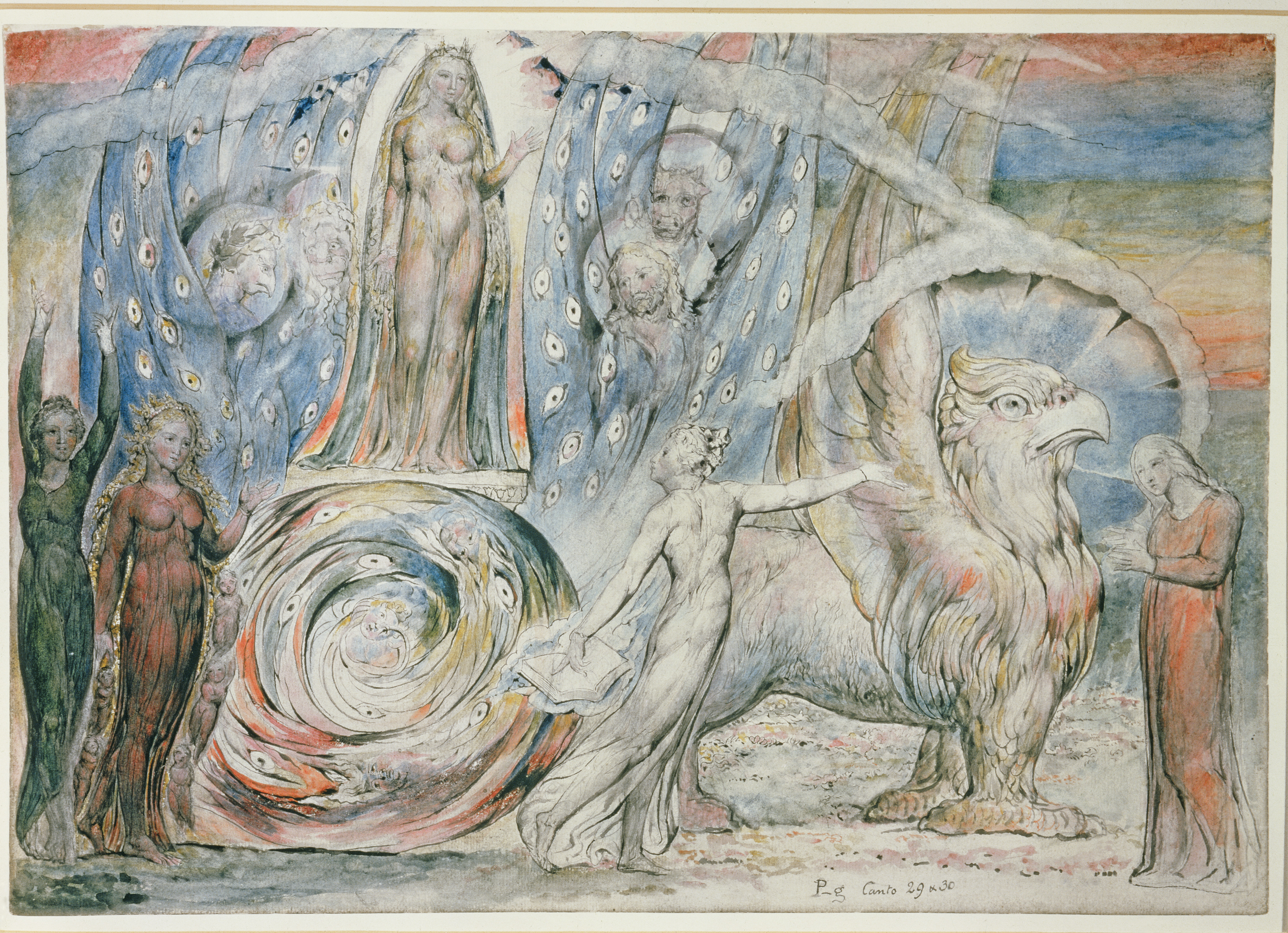
『ベアトリスが車からダンテに話しかける』（Beatrice Addressing Dante、1824 - 1827年頃） 大英博物館蔵
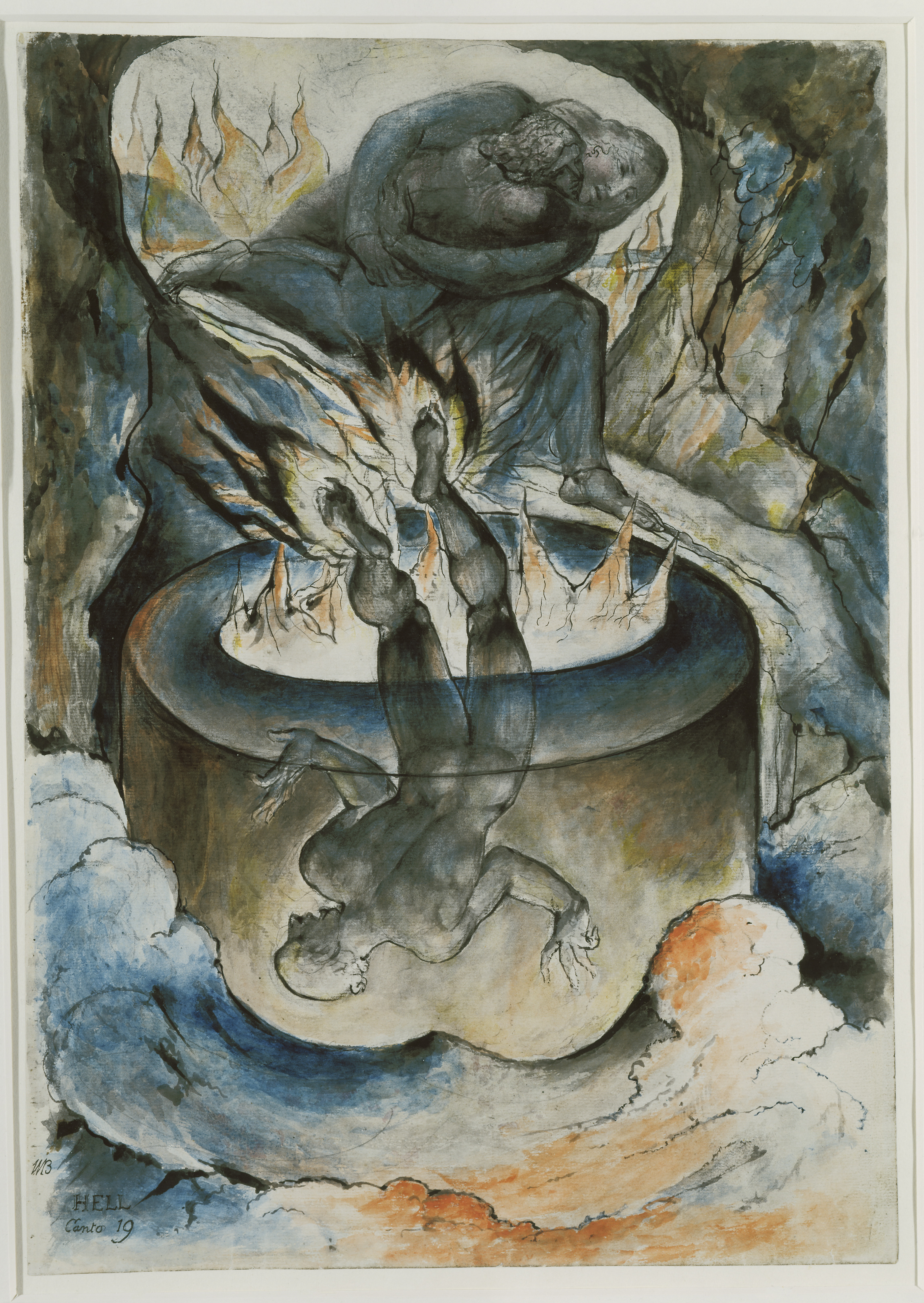
『シモン派教皇』（The Simoniac Pope、1824 - 1827年頃） テート・ブリテン蔵

### 主なテンペラ画

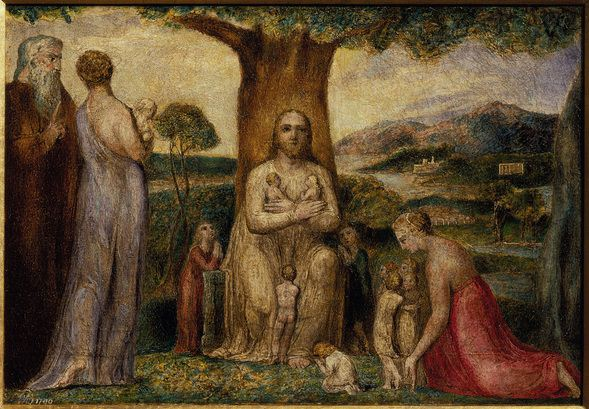
『幼子達に祝福を与えるキリスト』 (Christ Blessing the Little Children、1799年） テート・ブリテン蔵
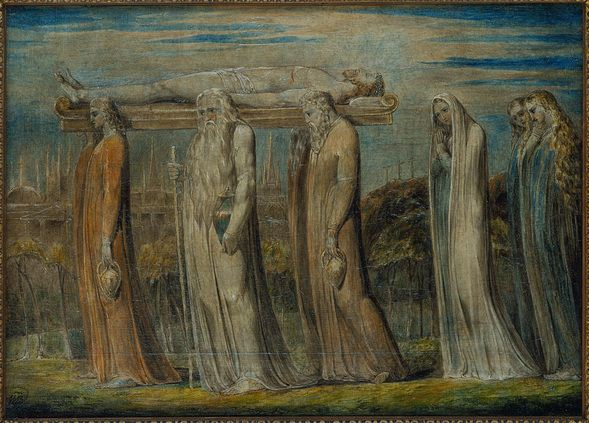
『墓に運ばれるキリストの死体』（The Body of Christ Borne to the Tomb、1799年 - 1800年頃） テート・ブリテン蔵
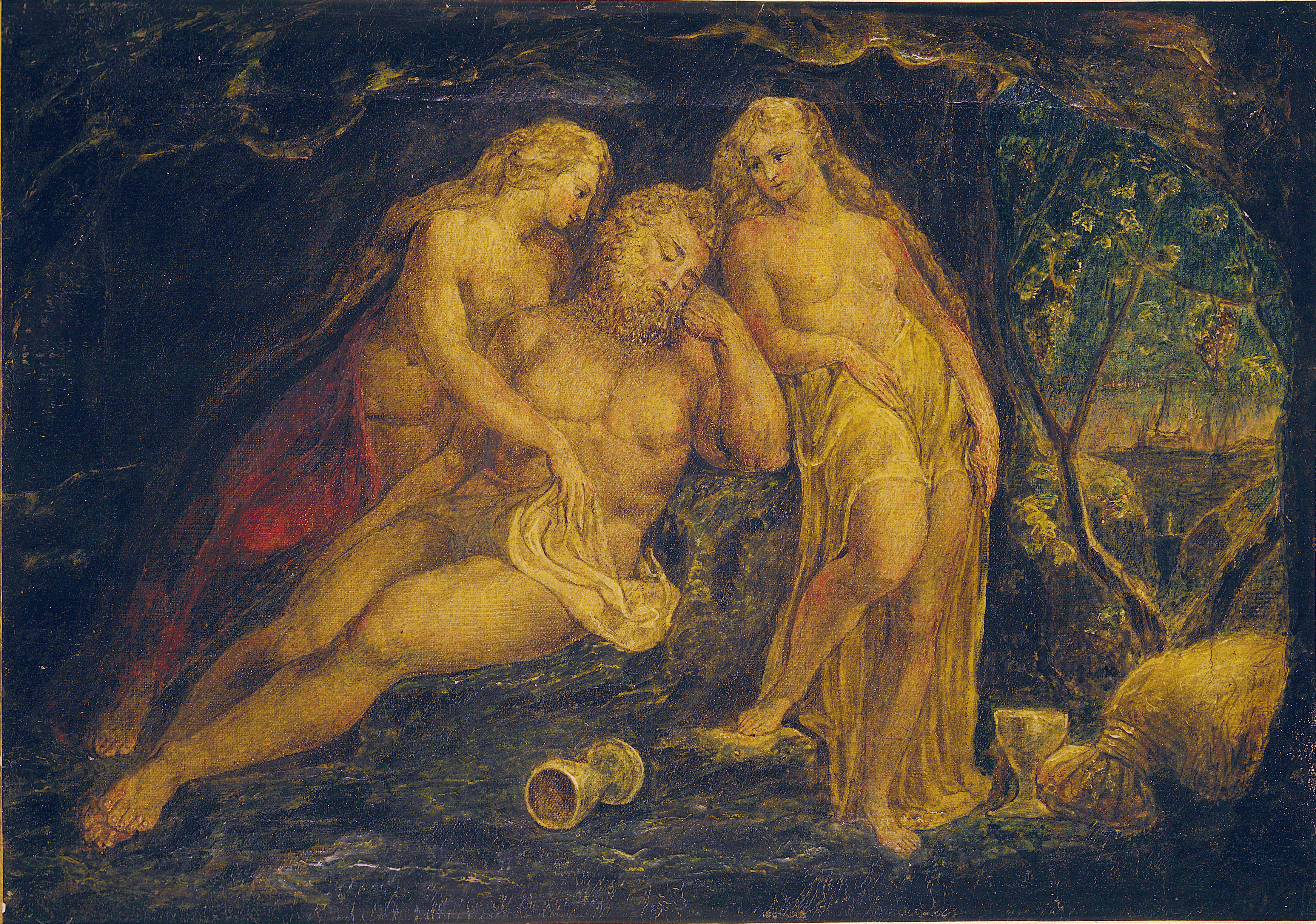
『ロトとその娘たち バトリン』（Lot and His Daughters Butlin、1799年 - 1800年頃） ハンティントン・ライブラリー蔵
『ヨブと娘たち』（Job and His Daughters、1800年） ナショナル・ギャラリー蔵
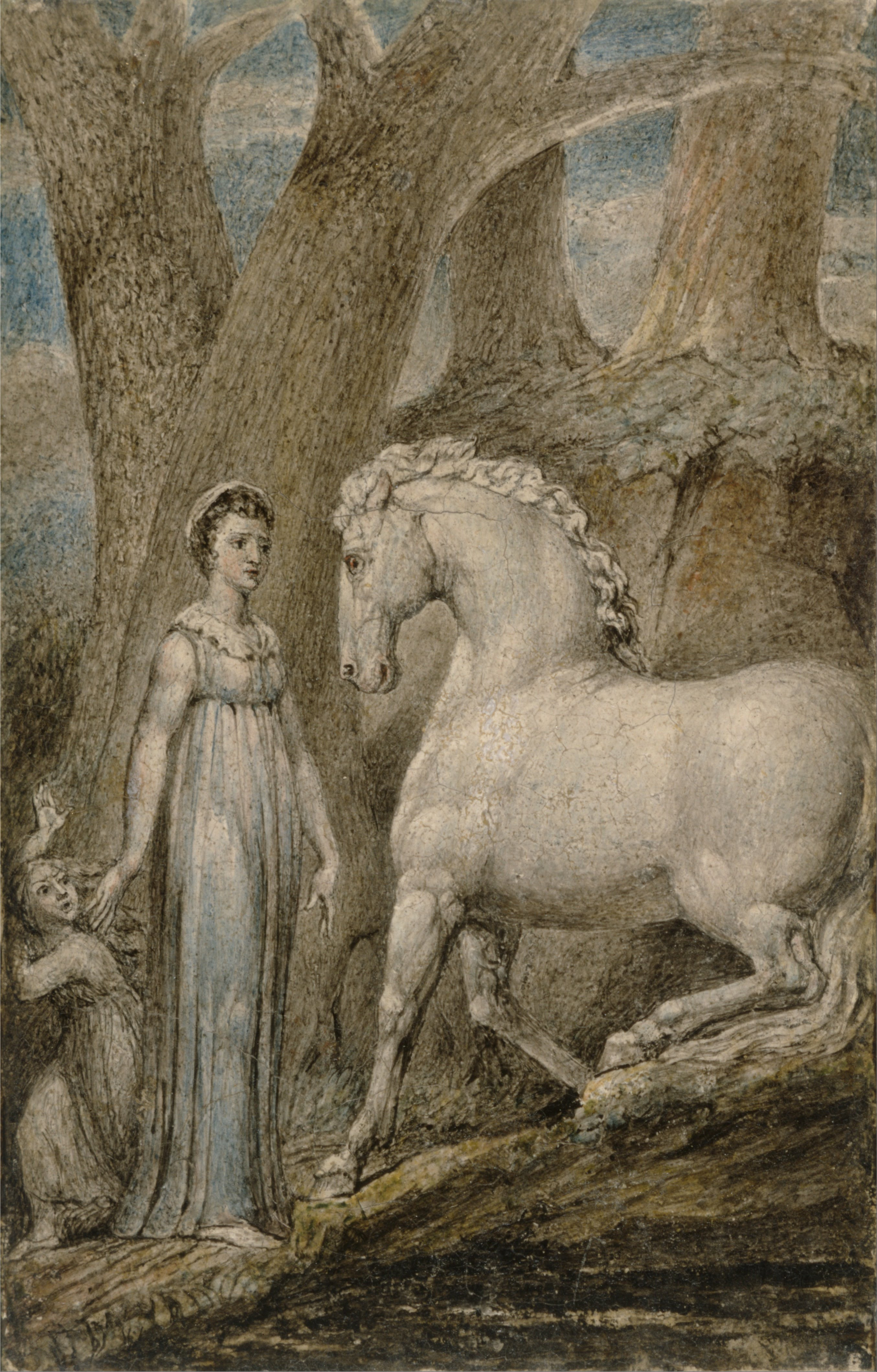
『馬』（The Horse、1805年） イェール英国芸術センター蔵
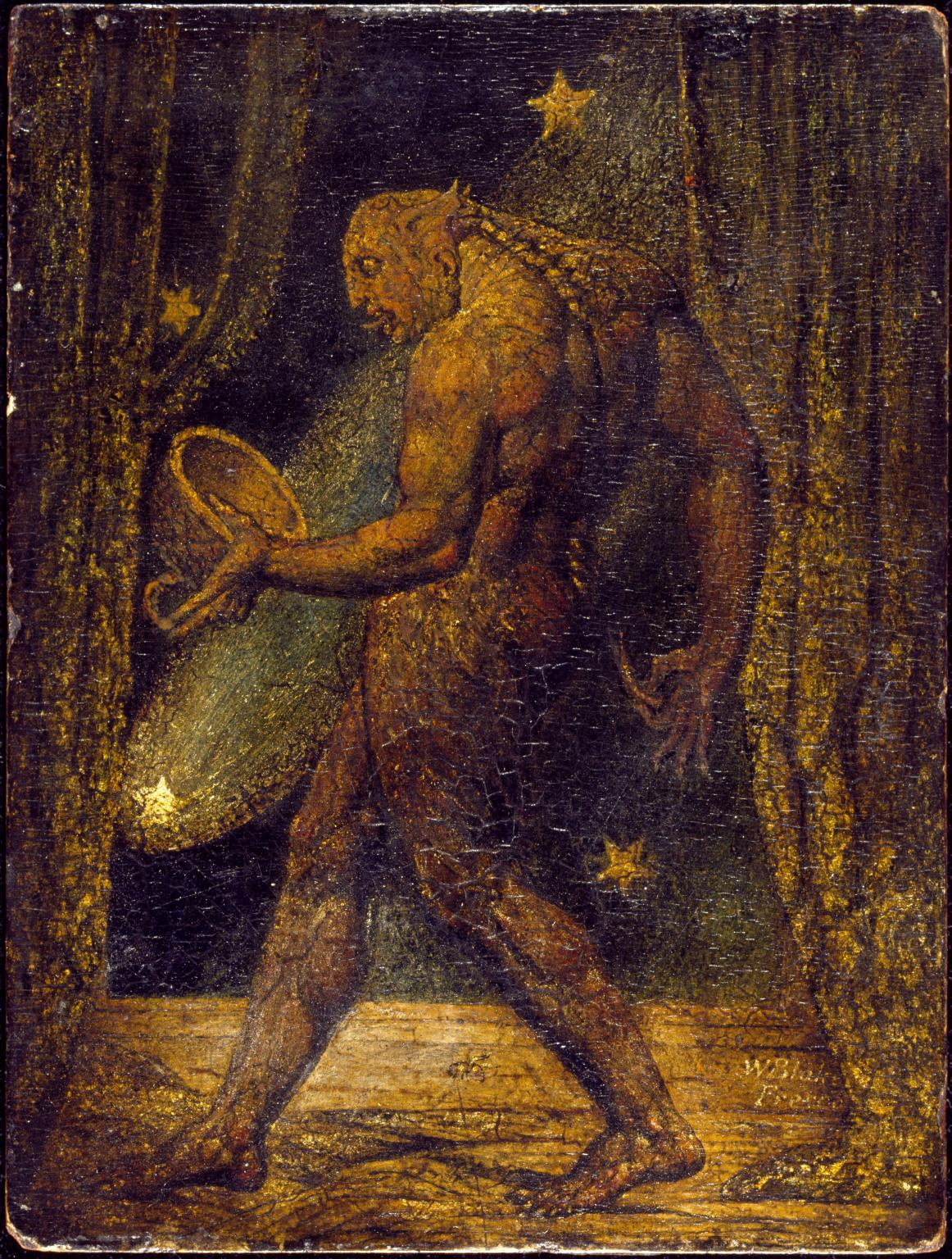
『蚤のゴースト』（The Ghost of a Flea、1819年 - 1820年頃） テート・ブリテン蔵
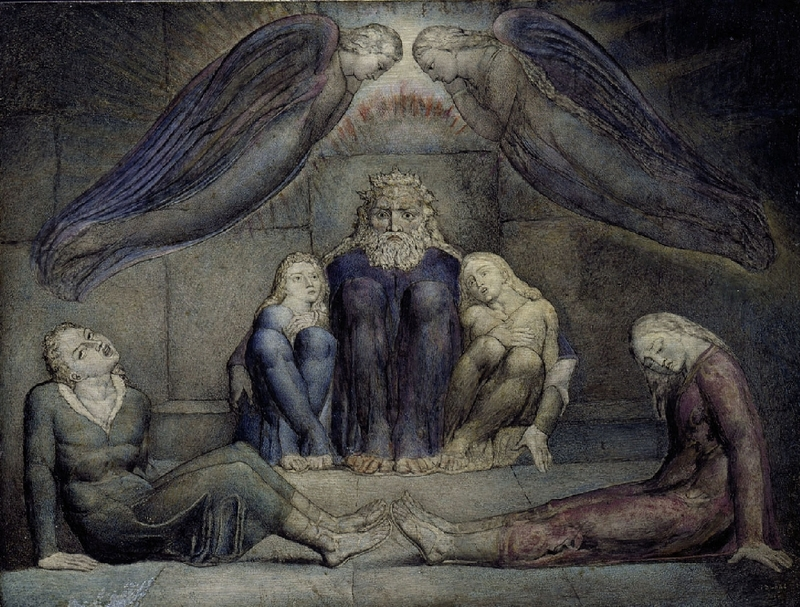
『投獄されたウゴリーノ伯爵とその息子たち』（Count Ugolino and his sons in prision、1826年） フィッツウィリアム美術館蔵
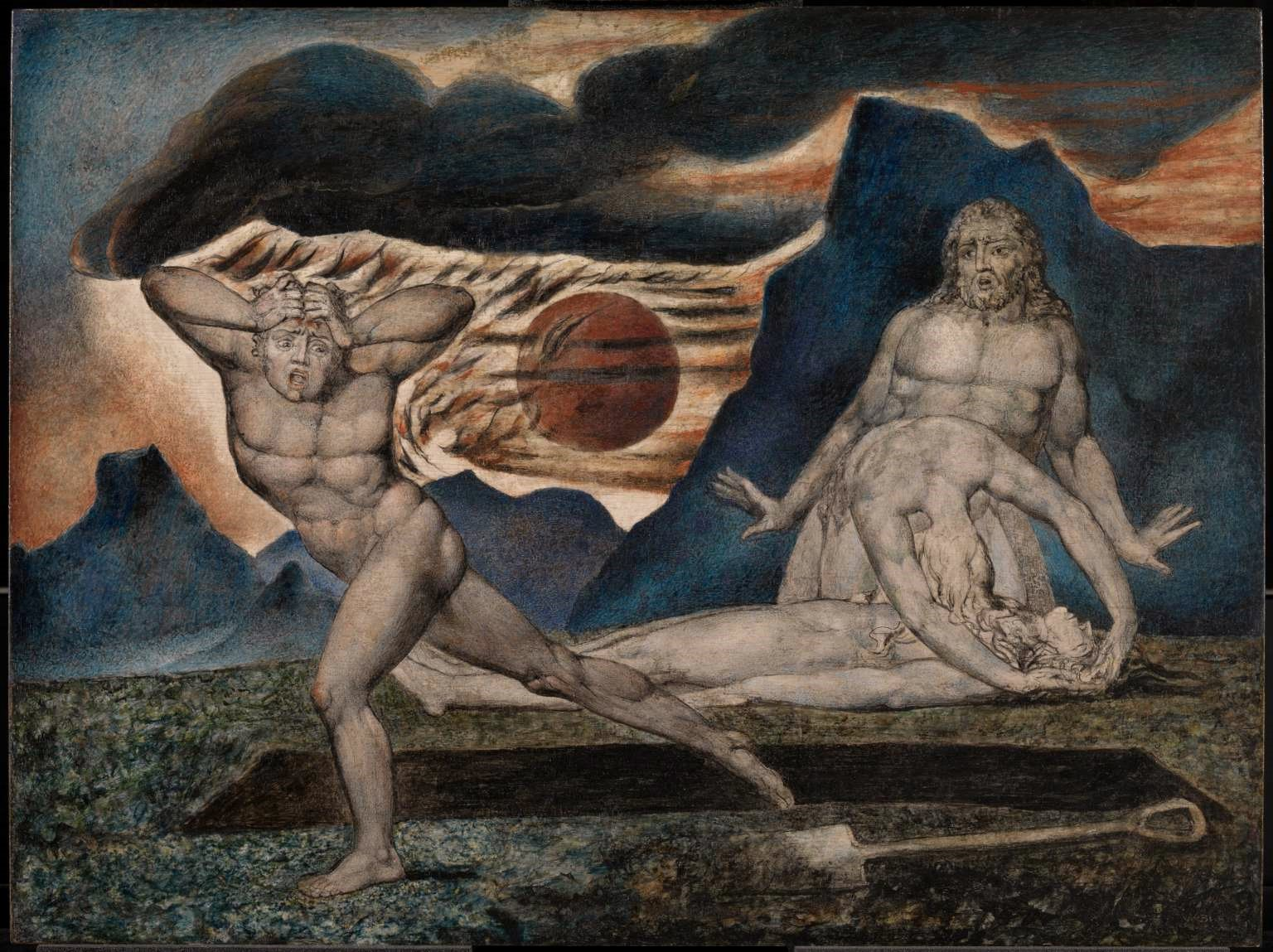
『アダムとイヴが見つけたアベルの遺体』 (The Body of Abel Found by Adam and Eve、1826年） テート・ブリテン蔵

## 伝記文献
- 保田正義『ウイリアム・ブレイク研究』（創元社、1973年）
- 並河亮『ウィリアム・ブレイク 芸術と思想』（原書房、1978年）
- アンソニー・ブラント『ウィリアム・ブレイクの芸術』（岡崎康一訳、原書房、1982年）ISBN 4-7949-5834-X
- 松島正一『孤高の芸術家ウィリアム・ブレイク』（北星堂書店、1984年）
- G・K・チェスタトン『ウィリアム・ブレイク／ロバート・ブラウニング 著作集〈評伝篇3巻〉』（中野記偉訳、春秋社、1991年）
- 大熊昭信『ウィリアム・ブレイク研究―「四重の人間」と性愛、友愛、犠牲、救済をめぐって』（彩流社、1997年）
- ピーター・アクロイド『ブレイク伝』（池田雅之監訳／蜂巣泉・伊藤茂・高倉正行共訳、みすず書房、2002年2月8日発行＜1月28日印刷＞）ISBN 4-622-04718-7
- 松島正一『ブレイク論集―『ピカリング稿本』『ミルトン』その他』（英光社、2010年）